# فهرست سیارک‌ها (۱۹۷۰۰۱–۱۹۸۰۰۱)
فهرست سیارک‌ها (۱۹۷۰۰۱ - ۱۹۸۰۰۱) فهرست سیارک‌ها از ۱۹۷۰۰۱ تا ۱۹۸۰۰۱ است.
| نام    | نام انگلیسی | تاریخ کشف       |
| ------ | ----------- | --------------- |
| ۱۹۷۰۰۱ | 2003 UH96   | ۱۸ اکتبر ۲۰۰۳   |
| ۱۹۷۰۰۲ | 2003 UV96   | ۱۹ اکتبر ۲۰۰۳   |
| ۱۹۷۰۰۳ | 2003 UN97   | ۱۹ اکتبر ۲۰۰۳   |
| ۱۹۷۰۰۴ | 2003 UT97   | ۱۹ اکتبر ۲۰۰۳   |
| ۱۹۷۰۰۵ | 2003 UY97   | ۱۹ اکتبر ۲۰۰۳   |
| ۱۹۷۰۰۶ | 2003 UZ97   | ۱۹ اکتبر ۲۰۰۳   |
| ۱۹۷۰۰۷ | 2003 UB99   | ۱۹ اکتبر ۲۰۰۳   |
| ۱۹۷۰۰۸ | 2003 UO100  | ۱۹ اکتبر ۲۰۰۳   |
| ۱۹۷۰۰۹ | 2003 UZ100  | ۲۰ اکتبر ۲۰۰۳   |
| ۱۹۷۰۱۰ | 2003 UB101  | ۲۰ اکتبر ۲۰۰۳   |
| ۱۹۷۰۱۱ | 2003 UC101  | ۲۰ اکتبر ۲۰۰۳   |
| ۱۹۷۰۱۲ | 2003 UG102  | ۲۰ اکتبر ۲۰۰۳   |
| ۱۹۷۰۱۳ | 2003 UU102  | ۲۰ اکتبر ۲۰۰۳   |
| ۱۹۷۰۱۴ | 2003 UC103  | ۲۰ اکتبر ۲۰۰۳   |
| ۱۹۷۰۱۵ | 2003 UD103  | ۲۰ اکتبر ۲۰۰۳   |
| ۱۹۷۰۱۶ | 2003 UY104  | ۱۸ اکتبر ۲۰۰۳   |
| ۱۹۷۰۱۷ | 2003 UL105  | ۱۸ اکتبر ۲۰۰۳   |
| ۱۹۷۰۱۸ | 2003 UL106  | ۱۸ اکتبر ۲۰۰۳   |
| ۱۹۷۰۱۹ | 2003 US107  | ۱۹ اکتبر ۲۰۰۳   |
| ۱۹۷۰۲۰ | 2003 UV107  | ۱۹ اکتبر ۲۰۰۳   |
| ۱۹۷۰۲۱ | 2003 UR112  | ۲۰ اکتبر ۲۰۰۳   |
| ۱۹۷۰۲۲ | 2003 UY113  | ۲۰ اکتبر ۲۰۰۳   |
| ۱۹۷۰۲۳ | 2003 UZ114  | ۲۰ اکتبر ۲۰۰۳   |
| ۱۹۷۰۲۴ | 2003 UG116  | ۲۱ اکتبر ۲۰۰۳   |
| ۱۹۷۰۲۵ | 2003 UX120  | ۱۸ اکتبر ۲۰۰۳   |
| ۱۹۷۰۲۶ | 2003 UY122  | ۱۹ اکتبر ۲۰۰۳   |
| ۱۹۷۰۲۷ | 2003 UA124  | ۲۰ اکتبر ۲۰۰۳   |
| ۱۹۷۰۲۸ | 2003 UJ124  | ۲۰ اکتبر ۲۰۰۳   |
| ۱۹۷۰۲۹ | 2003 UA125  | ۲۰ اکتبر ۲۰۰۳   |
| ۱۹۷۰۳۰ | 2003 UM126  | ۲۰ اکتبر ۲۰۰۳   |
| ۱۹۷۰۳۱ | 2003 UK128  | ۲۱ اکتبر ۲۰۰۳   |
| ۱۹۷۰۳۲ | 2003 UZ129  | ۱۸ اکتبر ۲۰۰۳   |
| ۱۹۷۰۳۳ | 2003 UB131  | ۱۹ اکتبر ۲۰۰۳   |
| ۱۹۷۰۳۴ | 2003 UP131  | ۱۹ اکتبر ۲۰۰۳   |
| ۱۹۷۰۳۵ | 2003 UG132  | ۱۹ اکتبر ۲۰۰۳   |
| ۱۹۷۰۳۶ | 2003 UQ132  | ۱۹ اکتبر ۲۰۰۳   |
| ۱۹۷۰۳۷ | 2003 UG133  | ۲۰ اکتبر ۲۰۰۳   |
| ۱۹۷۰۳۸ | 2003 UC134  | ۲۰ اکتبر ۲۰۰۳   |
| ۱۹۷۰۳۹ | 2003 UH134  | ۲۰ اکتبر ۲۰۰۳   |
| ۱۹۷۰۴۰ | 2003 UO135  | ۲۱ اکتبر ۲۰۰۳   |
| ۱۹۷۰۴۱ | 2003 UP135  | ۲۱ اکتبر ۲۰۰۳   |
| ۱۹۷۰۴۲ | 2003 UW135  | ۲۱ اکتبر ۲۰۰۳   |
| ۱۹۷۰۴۳ | 2003 UD137  | ۲۱ اکتبر ۲۰۰۳   |
| ۱۹۷۰۴۴ | 2003 UZ137  | ۲۱ اکتبر ۲۰۰۳   |
| ۱۹۷۰۴۵ | 2003 UC139  | ۱۶ اکتبر ۲۰۰۳   |
| ۱۹۷۰۴۶ | 2003 UE140  | ۱۶ اکتبر ۲۰۰۳   |
| ۱۹۷۰۴۷ | 2003 UN140  | ۱۶ اکتبر ۲۰۰۳   |
| ۱۹۷۰۴۸ | 2003 UO140  | ۱۶ اکتبر ۲۰۰۳   |
| ۱۹۷۰۴۹ | 2003 UT141  | ۱۸ اکتبر ۲۰۰۳   |
| ۱۹۷۰۵۰ | 2003 UW142  | ۱۸ اکتبر ۲۰۰۳   |
| ۱۹۷۰۵۱ | 2003 UD143  | ۱۸ اکتبر ۲۰۰۳   |
| ۱۹۷۰۵۲ | 2003 UK145  | ۱۸ اکتبر ۲۰۰۳   |
| ۱۹۷۰۵۳ | 2003 UH147  | ۱۸ اکتبر ۲۰۰۳   |
| ۱۹۷۰۵۴ | 2003 UH149  | ۲۰ اکتبر ۲۰۰۳   |
| ۱۹۷۰۵۵ | 2003 UC150  | ۲۰ اکتبر ۲۰۰۳   |
| ۱۹۷۰۵۶ | 2003 UJ150  | ۲۰ اکتبر ۲۰۰۳   |
| ۱۹۷۰۵۷ | 2003 UC151  | ۲۱ اکتبر ۲۰۰۳   |
| ۱۹۷۰۵۸ | 2003 UV152  | ۲۱ اکتبر ۲۰۰۳   |
| ۱۹۷۰۵۹ | 2003 UZ153  | ۱۹ اکتبر ۲۰۰۳   |
| ۱۹۷۰۶۰ | 2003 UK154  | ۲۰ اکتبر ۲۰۰۳   |
| ۱۹۷۰۶۱ | 2003 UN157  | ۲۰ اکتبر ۲۰۰۳   |
| ۱۹۷۰۶۲ | 2003 UU157  | ۲۰ اکتبر ۲۰۰۳   |
| ۱۹۷۰۶۳ | 2003 UO158  | ۲۰ اکتبر ۲۰۰۳   |
| ۱۹۷۰۶۴ | 2003 UB159  | ۲۰ اکتبر ۲۰۰۳   |
| ۱۹۷۰۶۵ | 2003 UK160  | ۲۱ اکتبر ۲۰۰۳   |
| ۱۹۷۰۶۶ | 2003 UO160  | ۲۱ اکتبر ۲۰۰۳   |
| ۱۹۷۰۶۷ | 2003 UJ161  | ۲۱ اکتبر ۲۰۰۳   |
| ۱۹۷۰۶۸ | 2003 UN162  | ۲۱ اکتبر ۲۰۰۳   |
| ۱۹۷۰۶۹ | 2003 UM163  | ۲۱ اکتبر ۲۰۰۳   |
| ۱۹۷۰۷۰ | 2003 UN163  | ۲۱ اکتبر ۲۰۰۳   |
| ۱۹۷۰۷۱ | 2003 UQ163  | ۲۱ اکتبر ۲۰۰۳   |
| ۱۹۷۰۷۲ | 2003 UJ167  | ۲۲ اکتبر ۲۰۰۳   |
| ۱۹۷۰۷۳ | 2003 UV168  | ۲۲ اکتبر ۲۰۰۳   |
| ۱۹۷۰۷۴ | 2003 UU169  | ۲۲ اکتبر ۲۰۰۳   |
| ۱۹۷۰۷۵ | 2003 UE170  | ۲۲ اکتبر ۲۰۰۳   |
| ۱۹۷۰۷۶ | 2003 UK172  | ۲۰ اکتبر ۲۰۰۳   |
| ۱۹۷۰۷۷ | 2003 UR173  | ۲۰ اکتبر ۲۰۰۳   |
| ۱۹۷۰۷۸ | 2003 UT174  | ۲۱ اکتبر ۲۰۰۳   |
| ۱۹۷۰۷۹ | 2003 UU174  | ۲۱ اکتبر ۲۰۰۳   |
| ۱۹۷۰۸۰ | 2003 UY176  | ۲۱ اکتبر ۲۰۰۳   |
| ۱۹۷۰۸۱ | 2003 UF177  | ۲۱ اکتبر ۲۰۰۳   |
| ۱۹۷۰۸۲ | 2003 UR177  | ۲۱ اکتبر ۲۰۰۳   |
| ۱۹۷۰۸۳ | 2003 UY178  | ۲۱ اکتبر ۲۰۰۳   |
| ۱۹۷۰۸۴ | 2003 UF179  | ۲۱ اکتبر ۲۰۰۳   |
| ۱۹۷۰۸۵ | 2003 UK179  | ۲۱ اکتبر ۲۰۰۳   |
| ۱۹۷۰۸۶ | 2003 UE182  | ۲۱ اکتبر ۲۰۰۳   |
| ۱۹۷۰۸۷ | 2003 UG182  | ۲۱ اکتبر ۲۰۰۳   |
| ۱۹۷۰۸۸ | 2003 UH182  | ۲۱ اکتبر ۲۰۰۳   |
| ۱۹۷۰۸۹ | 2003 UO182  | ۲۱ اکتبر ۲۰۰۳   |
| ۱۹۷۰۹۰ | 2003 UV182  | ۲۱ اکتبر ۲۰۰۳   |
| ۱۹۷۰۹۱ | 2003 UO183  | ۲۱ اکتبر ۲۰۰۳   |
| ۱۹۷۰۹۲ | 2003 UX183  | ۲۱ اکتبر ۲۰۰۳   |
| ۱۹۷۰۹۳ | 2003 UY184  | ۲۱ اکتبر ۲۰۰۳   |
| ۱۹۷۰۹۴ | 2003 UC186  | ۲۲ اکتبر ۲۰۰۳   |
| ۱۹۷۰۹۵ | 2003 UW187  | ۲۲ اکتبر ۲۰۰۳   |
| ۱۹۷۰۹۶ | 2003 UB189  | ۲۲ اکتبر ۲۰۰۳   |
| ۱۹۷۰۹۷ | 2003 UX189  | ۲۲ اکتبر ۲۰۰۳   |
| ۱۹۷۰۹۸ | 2003 UU190  | ۲۳ اکتبر ۲۰۰۳   |
| ۱۹۷۰۹۹ | 2003 UZ190  | ۲۳ اکتبر ۲۰۰۳   |
| ۱۹۷۱۰۰ | 2003 UA192  | ۲۳ اکتبر ۲۰۰۳   |
| ۱۹۷۱۰۱ | 2003 UF192  | ۲۳ اکتبر ۲۰۰۳   |
| ۱۹۷۱۰۲ | 2003 UC193  | ۲۰ اکتبر ۲۰۰۳   |
| ۱۹۷۱۰۳ | 2003 UQ193  | ۲۰ اکتبر ۲۰۰۳   |
| ۱۹۷۱۰۴ | 2003 UD195  | ۲۰ اکتبر ۲۰۰۳   |
| ۱۹۷۱۰۵ | 2003 UW195  | ۲۰ اکتبر ۲۰۰۳   |
| ۱۹۷۱۰۶ | 2003 UK198  | ۲۱ اکتبر ۲۰۰۳   |
| ۱۹۷۱۰۷ | 2003 UR198  | ۲۱ اکتبر ۲۰۰۳   |
| ۱۹۷۱۰۸ | 2003 UP202  | ۲۱ اکتبر ۲۰۰۳   |
| ۱۹۷۱۰۹ | 2003 UG203  | ۲۱ اکتبر ۲۰۰۳   |
| ۱۹۷۱۱۰ | 2003 UN203  | ۲۱ اکتبر ۲۰۰۳   |
| ۱۹۷۱۱۱ | 2003 UZ204  | ۲۲ اکتبر ۲۰۰۳   |
| ۱۹۷۱۱۲ | 2003 UO205  | ۲۲ اکتبر ۲۰۰۳   |
| ۱۹۷۱۱۳ | 2003 UU205  | ۲۲ اکتبر ۲۰۰۳   |
| ۱۹۷۱۱۴ | 2003 UC208  | ۲۲ اکتبر ۲۰۰۳   |
| ۱۹۷۱۱۵ | 2003 UG208  | ۲۲ اکتبر ۲۰۰۳   |
| ۱۹۷۱۱۶ | 2003 UB209  | ۲۳ اکتبر ۲۰۰۳   |
| ۱۹۷۱۱۷ | 2003 UO209  | ۲۳ اکتبر ۲۰۰۳   |
| ۱۹۷۱۱۸ | 2003 UU209  | ۲۳ اکتبر ۲۰۰۳   |
| ۱۹۷۱۱۹ | 2003 UR211  | ۲۳ اکتبر ۲۰۰۳   |
| ۱۹۷۱۲۰ | 2003 UQ214  | ۲۱ اکتبر ۲۰۰۳   |
| ۱۹۷۱۲۱ | 2003 UN215  | ۲۱ اکتبر ۲۰۰۳   |
| ۱۹۷۱۲۲ | 2003 UU215  | ۲۱ اکتبر ۲۰۰۳   |
| ۱۹۷۱۲۳ | 2003 UO218  | ۲۱ اکتبر ۲۰۰۳   |
| ۱۹۷۱۲۴ | 2003 UQ223  | ۲۲ اکتبر ۲۰۰۳   |
| ۱۹۷۱۲۵ | 2003 UK225  | ۲۲ اکتبر ۲۰۰۳   |
| ۱۹۷۱۲۶ | 2003 UX225  | ۲۲ اکتبر ۲۰۰۳   |
| ۱۹۷۱۲۷ | 2003 UJ227  | ۲۳ اکتبر ۲۰۰۳   |
| ۱۹۷۱۲۸ | 2003 UX227  | ۲۳ اکتبر ۲۰۰۳   |
| ۱۹۷۱۲۹ | 2003 UG229  | ۲۳ اکتبر ۲۰۰۳   |
| ۱۹۷۱۳۰ | 2003 UX230  | ۲۴ اکتبر ۲۰۰۳   |
| ۱۹۷۱۳۱ | 2003 UQ232  | ۲۴ اکتبر ۲۰۰۳   |
| ۱۹۷۱۳۲ | 2003 UY233  | ۲۴ اکتبر ۲۰۰۳   |
| ۱۹۷۱۳۳ | 2003 UF235  | ۲۴ اکتبر ۲۰۰۳   |
| ۱۹۷۱۳۴ | 2003 UK237  | ۲۳ اکتبر ۲۰۰۳   |
| ۱۹۷۱۳۵ | 2003 UK240  | ۲۴ اکتبر ۲۰۰۳   |
| ۱۹۷۱۳۶ | 2003 UZ240  | ۲۴ اکتبر ۲۰۰۳   |
| ۱۹۷۱۳۷ | 2003 UG244  | ۲۴ اکتبر ۲۰۰۳   |
| ۱۹۷۱۳۸ | 2003 UY246  | ۲۴ اکتبر ۲۰۰۳   |
| ۱۹۷۱۳۹ | 2003 UB247  | ۲۴ اکتبر ۲۰۰۳   |
| ۱۹۷۱۴۰ | 2003 UA248  | ۲۵ اکتبر ۲۰۰۳   |
| ۱۹۷۱۴۱ | 2003 UE249  | ۲۵ اکتبر ۲۰۰۳   |
| ۱۹۷۱۴۲ | 2003 UW250  | ۲۵ اکتبر ۲۰۰۳   |
| ۱۹۷۱۴۳ | 2003 UG251  | ۲۵ اکتبر ۲۰۰۳   |
| ۱۹۷۱۴۴ | 2003 UX255  | ۲۵ اکتبر ۲۰۰۳   |
| ۱۹۷۱۴۵ | 2003 US256  | ۲۵ اکتبر ۲۰۰۳   |
| ۱۹۷۱۴۶ | 2003 UM258  | ۲۵ اکتبر ۲۰۰۳   |
| ۱۹۷۱۴۷ | 2003 UW258  | ۲۵ اکتبر ۲۰۰۳   |
| ۱۹۷۱۴۸ | 2003 UL261  | ۲۶ اکتبر ۲۰۰۳   |
| ۱۹۷۱۴۹ | 2003 US263  | ۲۷ اکتبر ۲۰۰۳   |
| ۱۹۷۱۵۰ | 2003 US265  | ۲۷ اکتبر ۲۰۰۳   |
| ۱۹۷۱۵۱ | 2003 UU266  | ۲۸ اکتبر ۲۰۰۳   |
| ۱۹۷۱۵۲ | 2003 UU267  | ۲۸ اکتبر ۲۰۰۳   |
| ۱۹۷۱۵۳ | 2003 UE271  | ۱۷ اکتبر ۲۰۰۳   |
| ۱۹۷۱۵۴ | 2003 UD272  | ۲۸ اکتبر ۲۰۰۳   |
| ۱۹۷۱۵۵ | 2003 UJ272  | ۲۹ اکتبر ۲۰۰۳   |
| ۱۹۷۱۵۶ | 2003 UL272  | ۲۹ اکتبر ۲۰۰۳   |
| ۱۹۷۱۵۷ | 2003 UZ272  | ۲۹ اکتبر ۲۰۰۳   |
| ۱۹۷۱۵۸ | 2003 UF273  | ۲۹ اکتبر ۲۰۰۳   |
| ۱۹۷۱۵۹ | 2003 UH273  | ۲۹ اکتبر ۲۰۰۳   |
| ۱۹۷۱۶۰ | 2003 UJ273  | ۲۹ اکتبر ۲۰۰۳   |
| ۱۹۷۱۶۱ | 2003 UM273  | ۲۹ اکتبر ۲۰۰۳   |
| ۱۹۷۱۶۲ | 2003 UU273  | ۲۹ اکتبر ۲۰۰۳   |
| ۱۹۷۱۶۳ | 2003 UJ274  | ۳۰ اکتبر ۲۰۰۳   |
| ۱۹۷۱۶۴ | 2003 UA276  | ۲۹ اکتبر ۲۰۰۳   |
| ۱۹۷۱۶۵ | 2003 UE277  | ۳۰ اکتبر ۲۰۰۳   |
| ۱۹۷۱۶۶ | 2003 UG277  | ۲۵ اکتبر ۲۰۰۳   |
| ۱۹۷۱۶۷ | 2003 UM277  | ۲۵ اکتبر ۲۰۰۳   |
| ۱۹۷۱۶۸ | 2003 UE279  | ۲۶ اکتبر ۲۰۰۳   |
| ۱۹۷۱۶۹ | 2003 UH279  | ۲۷ اکتبر ۲۰۰۳   |
| ۱۹۷۱۷۰ | 2003 UZ279  | ۲۷ اکتبر ۲۰۰۳   |
| ۱۹۷۱۷۱ | 2003 US280  | ۲۸ اکتبر ۲۰۰۳   |
| ۱۹۷۱۷۲ | 2003 UU280  | ۲۸ اکتبر ۲۰۰۳   |
| ۱۹۷۱۷۳ | 2003 UW280  | ۲۸ اکتبر ۲۰۰۳   |
| ۱۹۷۱۷۴ | 2003 UG282  | ۲۹ اکتبر ۲۰۰۳   |
| ۱۹۷۱۷۵ | 2003 UT282  | ۲۹ اکتبر ۲۰۰۳   |
| ۱۹۷۱۷۶ | 2003 UE286  | ۲۲ اکتبر ۲۰۰۳   |
| ۱۹۷۱۷۷ | 2003 UJ287  | ۲۲ اکتبر ۲۰۰۳   |
| ۱۹۷۱۷۸ | 2003 UF294  | ۱۶ اکتبر ۲۰۰۳   |
| ۱۹۷۱۷۹ | 2003 UM296  | ۱۶ اکتبر ۲۰۰۳   |
| ۱۹۷۱۸۰ | 2003 UT296  | ۱۶ اکتبر ۲۰۰۳   |
| ۱۹۷۱۸۱ | 2003 UU296  | ۱۶ اکتبر ۲۰۰۳   |
| ۱۹۷۱۸۲ | 2003 UP303  | ۱۷ اکتبر ۲۰۰۳   |
| ۱۹۷۱۸۳ | 2003 UO309  | ۲۰ اکتبر ۲۰۰۳   |
| ۱۹۷۱۸۴ | 2003 UT309  | ۲۰ اکتبر ۲۰۰۳   |
| ۱۹۷۱۸۵ | 2003 UV309  | ۲۰ اکتبر ۲۰۰۳   |
| ۱۹۷۱۸۶ | 2003 UN310  | ۲۲ اکتبر ۲۰۰۳   |
| ۱۹۷۱۸۷ | 2003 UV314  | ۲۰ اکتبر ۲۰۰۳   |
| ۱۹۷۱۸۸ | 2003 UB315  | ۲۴ اکتبر ۲۰۰۳   |
| ۱۹۷۱۸۹ | 2003 UL317  | ۱۹ اکتبر ۲۰۰۳   |
| ۱۹۷۱۹۰ | 2003 UF318  | ۱۶ اکتبر ۲۰۰۳   |
| ۱۹۷۱۹۰ | 2003 VE     | ۳ نوامبر ۲۰۰۳   |
| ۱۹۷۱۹۰ | 2003 VK     | ۵ نوامبر ۲۰۰۳   |
| ۱۹۷۱۹۰ | 2003 VX     | ۵ نوامبر ۲۰۰۳   |
| ۱۹۷۱۹۴ | 2003 VX1    | ۲ نوامبر ۲۰۰۳   |
| ۱۹۷۱۹۵ | 2003 VQ5    | ۱۵ نوامبر ۲۰۰۳  |
| ۱۹۷۱۹۶ | Jamestaylor | ۱۵ نوامبر ۲۰۰۳  |
| ۱۹۷۱۹۷ | 2003 VH9    | ۱۵ نوامبر ۲۰۰۳  |
| ۱۹۷۱۹۸ | 2003 VV9    | ۱۵ نوامبر ۲۰۰۳  |
| ۱۹۷۱۹۹ | 2003 VS11   | ۲ نوامبر ۲۰۰۳   |
| ۱۹۷۱۹۹ | 2003 WJ     | ۱۶ نوامبر ۲۰۰۳  |
| ۱۹۷۱۹۹ | 2003 WL     | ۱۶ نوامبر ۲۰۰۳  |
| ۱۹۷۲۰۲ | 2003 WA1    | ۱۶ نوامبر ۲۰۰۳  |
| ۱۹۷۲۰۳ | 2003 WJ1    | ۱۶ نوامبر ۲۰۰۳  |
| ۱۹۷۲۰۴ | 2003 WY1    | ۱۶ نوامبر ۲۰۰۳  |
| ۱۹۷۲۰۵ | 2003 WJ3    | ۱۶ نوامبر ۲۰۰۳  |
| ۱۹۷۲۰۶ | 2003 WW3    | ۱۶ نوامبر ۲۰۰۳  |
| ۱۹۷۲۰۷ | 2003 WE4    | ۱۶ نوامبر ۲۰۰۳  |
| ۱۹۷۲۰۸ | 2003 WY7    | ۱۸ نوامبر ۲۰۰۳  |
| ۱۹۷۲۰۹ | 2003 WQ8    | ۱۶ نوامبر ۲۰۰۳  |
| ۱۹۷۲۱۰ | 2003 WM11   | ۱۸ نوامبر ۲۰۰۳  |
| ۱۹۷۲۱۱ | 2003 WN17   | ۱۸ نوامبر ۲۰۰۳  |
| ۱۹۷۲۱۲ | 2003 WT18   | ۱۹ نوامبر ۲۰۰۳  |
| ۱۹۷۲۱۳ | 2003 WL19   | ۱۹ نوامبر ۲۰۰۳  |
| ۱۹۷۲۱۴ | 2003 WT23   | ۱۸ نوامبر ۲۰۰۳  |
| ۱۹۷۲۱۵ | 2003 WY24   | ۲۰ نوامبر ۲۰۰۳  |
| ۱۹۷۲۱۶ | 2003 WR26   | ۲۰ نوامبر ۲۰۰۳  |
| ۱۹۷۲۱۷ | 2003 WB27   | ۱۶ نوامبر ۲۰۰۳  |
| ۱۹۷۲۱۸ | 2003 WL28   | ۱۶ نوامبر ۲۰۰۳  |
| ۱۹۷۲۱۹ | 2003 WH30   | ۱۸ نوامبر ۲۰۰۳  |
| ۱۹۷۲۲۰ | 2003 WY31   | ۱۸ نوامبر ۲۰۰۳  |
| ۱۹۷۲۲۱ | 2003 WR32   | ۱۸ نوامبر ۲۰۰۳  |
| ۱۹۷۲۲۲ | 2003 WF35   | ۱۹ نوامبر ۲۰۰۳  |
| ۱۹۷۲۲۳ | 2003 WS35   | ۱۹ نوامبر ۲۰۰۳  |
| ۱۹۷۲۲۴ | 2003 WX35   | ۱۹ نوامبر ۲۰۰۳  |
| ۱۹۷۲۲۵ | 2003 WQ39   | ۱۹ نوامبر ۲۰۰۳  |
| ۱۹۷۲۲۶ | 2003 WW39   | ۱۹ نوامبر ۲۰۰۳  |
| ۱۹۷۲۲۷ | 2003 WR40   | ۱۹ نوامبر ۲۰۰۳  |
| ۱۹۷۲۲۸ | 2003 WT40   | ۱۹ نوامبر ۲۰۰۳  |
| ۱۹۷۲۲۹ | 2003 WZ42   | ۱۶ نوامبر ۲۰۰۳  |
| ۱۹۷۲۳۰ | 2003 WG45   | ۱۹ نوامبر ۲۰۰۳  |
| ۱۹۷۲۳۱ | 2003 WO45   | ۱۹ نوامبر ۲۰۰۳  |
| ۱۹۷۲۳۲ | 2003 WM46   | ۱۸ نوامبر ۲۰۰۳  |
| ۱۹۷۲۳۳ | 2003 WD50   | ۱۹ نوامبر ۲۰۰۳  |
| ۱۹۷۲۳۴ | 2003 WF50   | ۱۹ نوامبر ۲۰۰۳  |
| ۱۹۷۲۳۵ | 2003 WU53   | ۲۰ نوامبر ۲۰۰۳  |
| ۱۹۷۲۳۶ | 2003 WA57   | ۱۸ نوامبر ۲۰۰۳  |
| ۱۹۷۲۳۷ | 2003 WQ57   | ۱۸ نوامبر ۲۰۰۳  |
| ۱۹۷۲۳۸ | 2003 WW58   | ۱۸ نوامبر ۲۰۰۳  |
| ۱۹۷۲۳۹ | 2003 WO59   | ۱۸ نوامبر ۲۰۰۳  |
| ۱۹۷۲۴۰ | 2003 WD60   | ۱۸ نوامبر ۲۰۰۳  |
| ۱۹۷۲۴۱ | 2003 WO60   | ۱۸ نوامبر ۲۰۰۳  |
| ۱۹۷۲۴۲ | 2003 WA63   | ۱۹ نوامبر ۲۰۰۳  |
| ۱۹۷۲۴۳ | 2003 WL63   | ۱۹ نوامبر ۲۰۰۳  |
| ۱۹۷۲۴۴ | 2003 WZ63   | ۱۹ نوامبر ۲۰۰۳  |
| ۱۹۷۲۴۵ | 2003 WJ65   | ۱۹ نوامبر ۲۰۰۳  |
| ۱۹۷۲۴۶ | 2003 WL65   | ۱۹ نوامبر ۲۰۰۳  |
| ۱۹۷۲۴۷ | 2003 WW66   | ۱۹ نوامبر ۲۰۰۳  |
| ۱۹۷۲۴۸ | 2003 WS67   | ۱۹ نوامبر ۲۰۰۳  |
| ۱۹۷۲۴۹ | 2003 WW68   | ۱۹ نوامبر ۲۰۰۳  |
| ۱۹۷۲۵۰ | 2003 WM70   | ۲۰ نوامبر ۲۰۰۳  |
| ۱۹۷۲۵۱ | 2003 WU70   | ۲۰ نوامبر ۲۰۰۳  |
| ۱۹۷۲۵۲ | 2003 WN71   | ۲۰ نوامبر ۲۰۰۳  |
| ۱۹۷۲۵۳ | 2003 WA72   | ۲۰ نوامبر ۲۰۰۳  |
| ۱۹۷۲۵۴ | 2003 WB72   | ۲۰ نوامبر ۲۰۰۳  |
| ۱۹۷۲۵۵ | 2003 WF72   | ۲۰ نوامبر ۲۰۰۳  |
| ۱۹۷۲۵۶ | 2003 WE74   | ۲۰ نوامبر ۲۰۰۳  |
| ۱۹۷۲۵۷ | 2003 WG74   | ۲۰ نوامبر ۲۰۰۳  |
| ۱۹۷۲۵۸ | 2003 WY74   | ۲۰ نوامبر ۲۰۰۳  |
| ۱۹۷۲۵۹ | 2003 WQ75   | ۱۹ نوامبر ۲۰۰۳  |
| ۱۹۷۲۶۰ | 2003 WZ75   | ۱۹ نوامبر ۲۰۰۳  |
| ۱۹۷۲۶۱ | 2003 WZ77   | ۲۰ نوامبر ۲۰۰۳  |
| ۱۹۷۲۶۲ | 2003 WG78   | ۲۰ نوامبر ۲۰۰۳  |
| ۱۹۷۲۶۳ | 2003 WU78   | ۲۰ نوامبر ۲۰۰۳  |
| ۱۹۷۲۶۴ | 2003 WS79   | ۲۰ نوامبر ۲۰۰۳  |
| ۱۹۷۲۶۵ | 2003 WB80   | ۲۰ نوامبر ۲۰۰۳  |
| ۱۹۷۲۶۶ | 2003 WM88   | ۲۳ نوامبر ۲۰۰۳  |
| ۱۹۷۲۶۷ | 2003 WL89   | ۱۶ نوامبر ۲۰۰۳  |
| ۱۹۷۲۶۸ | 2003 WT89   | ۱۶ نوامبر ۲۰۰۳  |
| ۱۹۷۲۶۹ | 2003 WJ93   | ۱۹ نوامبر ۲۰۰۳  |
| ۱۹۷۲۷۰ | 2003 WA95   | ۱۹ نوامبر ۲۰۰۳  |
| ۱۹۷۲۷۱ | 2003 WJ95   | ۱۹ نوامبر ۲۰۰۳  |
| ۱۹۷۲۷۲ | 2003 WB96   | ۱۹ نوامبر ۲۰۰۳  |
| ۱۹۷۲۷۳ | 2003 WQ96   | ۱۹ نوامبر ۲۰۰۳  |
| ۱۹۷۲۷۴ | 2003 WR96   | ۱۹ نوامبر ۲۰۰۳  |
| ۱۹۷۲۷۵ | 2003 WQ97   | ۱۹ نوامبر ۲۰۰۳  |
| ۱۹۷۲۷۶ | 2003 WS98   | ۲۰ نوامبر ۲۰۰۳  |
| ۱۹۷۲۷۷ | 2003 WJ100  | ۲۰ نوامبر ۲۰۰۳  |
| ۱۹۷۲۷۸ | 2003 WB101  | ۲۱ نوامبر ۲۰۰۳  |
| ۱۹۷۲۷۹ | 2003 WD102  | ۲۱ نوامبر ۲۰۰۳  |
| ۱۹۷۲۸۰ | 2003 WL102  | ۲۱ نوامبر ۲۰۰۳  |
| ۱۹۷۲۸۱ | 2003 WG103  | ۲۱ نوامبر ۲۰۰۳  |
| ۱۹۷۲۸۲ | 2003 WP104  | ۲۱ نوامبر ۲۰۰۳  |
| ۱۹۷۲۸۳ | 2003 WR106  | ۲۱ نوامبر ۲۰۰۳  |
| ۱۹۷۲۸۴ | 2003 WV107  | ۲۴ نوامبر ۲۰۰۳  |
| ۱۹۷۲۸۵ | 2003 WV109  | ۲۰ نوامبر ۲۰۰۳  |
| ۱۹۷۲۸۶ | 2003 WD110  | ۲۰ نوامبر ۲۰۰۳  |
| ۱۹۷۲۸۷ | 2003 WR113  | ۲۰ نوامبر ۲۰۰۳  |
| ۱۹۷۲۸۸ | 2003 WW115  | ۲۰ نوامبر ۲۰۰۳  |
| ۱۹۷۲۸۹ | 2003 WK119  | ۲۰ نوامبر ۲۰۰۳  |
| ۱۹۷۲۹۰ | 2003 WP119  | ۲۰ نوامبر ۲۰۰۳  |
| ۱۹۷۲۹۱ | 2003 WZ119  | ۲۰ نوامبر ۲۰۰۳  |
| ۱۹۷۲۹۲ | 2003 WC120  | ۲۰ نوامبر ۲۰۰۳  |
| ۱۹۷۲۹۳ | 2003 WT121  | ۲۰ نوامبر ۲۰۰۳  |
| ۱۹۷۲۹۴ | 2003 WX122  | ۲۰ نوامبر ۲۰۰۳  |
| ۱۹۷۲۹۵ | 2003 WK123  | ۲۰ نوامبر ۲۰۰۳  |
| ۱۹۷۲۹۶ | 2003 WM125  | ۲۰ نوامبر ۲۰۰۳  |
| ۱۹۷۲۹۷ | 2003 WS126  | ۲۰ نوامبر ۲۰۰۳  |
| ۱۹۷۲۹۸ | 2003 WC128  | ۲۰ نوامبر ۲۰۰۳  |
| ۱۹۷۲۹۹ | 2003 WH128  | ۲۱ نوامبر ۲۰۰۳  |
| ۱۹۷۳۰۰ | 2003 WN128  | ۲۱ نوامبر ۲۰۰۳  |
| ۱۹۷۳۰۱ | 2003 WK129  | ۲۱ نوامبر ۲۰۰۳  |
| ۱۹۷۳۰۲ | 2003 WY129  | ۲۱ نوامبر ۲۰۰۳  |
| ۱۹۷۳۰۳ | 2003 WS131  | ۲۱ نوامبر ۲۰۰۳  |
| ۱۹۷۳۰۴ | 2003 WR132  | ۲۱ نوامبر ۲۰۰۳  |
| ۱۹۷۳۰۵ | 2003 WJ133  | ۲۱ نوامبر ۲۰۰۳  |
| ۱۹۷۳۰۶ | 2003 WD138  | ۲۱ نوامبر ۲۰۰۳  |
| ۱۹۷۳۰۷ | 2003 WW139  | ۲۱ نوامبر ۲۰۰۳  |
| ۱۹۷۳۰۸ | 2003 WC140  | ۲۱ نوامبر ۲۰۰۳  |
| ۱۹۷۳۰۹ | 2003 WS140  | ۲۱ نوامبر ۲۰۰۳  |
| ۱۹۷۳۱۰ | 2003 WG141  | ۲۱ نوامبر ۲۰۰۳  |
| ۱۹۷۳۱۱ | 2003 WJ141  | ۲۱ نوامبر ۲۰۰۳  |
| ۱۹۷۳۱۲ | 2003 WB142  | ۲۱ نوامبر ۲۰۰۳  |
| ۱۹۷۳۱۳ | 2003 WM143  | ۱۹ نوامبر ۲۰۰۳  |
| ۱۹۷۳۱۴ | 2003 WQ143  | ۲۰ نوامبر ۲۰۰۳  |
| ۱۹۷۳۱۵ | 2003 WE144  | ۲۱ نوامبر ۲۰۰۳  |
| ۱۹۷۳۱۶ | 2003 WN146  | ۲۳ نوامبر ۲۰۰۳  |
| ۱۹۷۳۱۷ | 2003 WW146  | ۲۳ نوامبر ۲۰۰۳  |
| ۱۹۷۳۱۸ | 2003 WZ146  | ۲۳ نوامبر ۲۰۰۳  |
| ۱۹۷۳۱۹ | 2003 WN147  | ۲۳ نوامبر ۲۰۰۳  |
| ۱۹۷۳۲۰ | 2003 WP147  | ۲۳ نوامبر ۲۰۰۳  |
| ۱۹۷۳۲۱ | 2003 WT147  | ۲۳ نوامبر ۲۰۰۳  |
| ۱۹۷۳۲۲ | 2003 WZ148  | ۲۴ نوامبر ۲۰۰۳  |
| ۱۹۷۳۲۳ | 2003 WW149  | ۲۴ نوامبر ۲۰۰۳  |
| ۱۹۷۳۲۴ | 2003 WX149  | ۲۴ نوامبر ۲۰۰۳  |
| ۱۹۷۳۲۵ | 2003 WF151  | ۲۴ نوامبر ۲۰۰۳  |
| ۱۹۷۳۲۶ | 2003 WP152  | ۲۵ نوامبر ۲۰۰۳  |
| ۱۹۷۳۲۷ | 2003 WF153  | ۲۶ نوامبر ۲۰۰۳  |
| ۱۹۷۳۲۸ | 2003 WK157  | ۲۴ نوامبر ۲۰۰۳  |
| ۱۹۷۳۲۹ | 2003 WL158  | ۲۸ نوامبر ۲۰۰۳  |
| ۱۹۷۳۳۰ | 2003 WE167  | ۱۹ نوامبر ۲۰۰۳  |
| ۱۹۷۳۳۱ | 2003 WN168  | ۱۹ نوامبر ۲۰۰۳  |
| ۱۹۷۳۳۲ | 2003 WM169  | ۱۹ نوامبر ۲۰۰۳  |
| ۱۹۷۳۳۳ | 2003 WD170  | ۲۰ نوامبر ۲۰۰۳  |
| ۱۹۷۳۳۴ | 2003 WH170  | ۲۰ نوامبر ۲۰۰۳  |
| ۱۹۷۳۳۵ | 2003 WT173  | ۱۸ نوامبر ۲۰۰۳  |
| ۱۹۷۳۳۶ | 2003 WB176  | ۱۹ نوامبر ۲۰۰۳  |
| ۱۹۷۳۳۷ | 2003 WE176  | ۱۹ نوامبر ۲۰۰۳  |
| ۱۹۷۳۳۸ | 2003 WR176  | ۱۹ نوامبر ۲۰۰۳  |
| ۱۹۷۳۳۹ | 2003 WW176  | ۱۹ نوامبر ۲۰۰۳  |
| ۱۹۷۳۴۰ | 2003 WG178  | ۲۰ نوامبر ۲۰۰۳  |
| ۱۹۷۳۴۱ | 2003 WU181  | ۲۱ نوامبر ۲۰۰۳  |
| ۱۹۷۳۴۲ | 2003 WG192  | ۲۰ نوامبر ۲۰۰۳  |
| ۱۹۷۳۴۳ | 2003 XH1    | ۱ دسامبر ۲۰۰۳   |
| ۱۹۷۳۴۴ | 2003 XD2    | ۱ دسامبر ۲۰۰۳   |
| ۱۹۷۳۴۵ | 2003 XK4    | ۱ دسامبر ۲۰۰۳   |
| ۱۹۷۳۴۶ | 2003 XF6    | ۳ دسامبر ۲۰۰۳   |
| ۱۹۷۳۴۷ | 2003 XN7    | ۱ دسامبر ۲۰۰۳   |
| ۱۹۷۳۴۸ | 2003 XV7    | ۳ دسامبر ۲۰۰۳   |
| ۱۹۷۳۴۹ | 2003 XB8    | ۴ دسامبر ۲۰۰۳   |
| ۱۹۷۳۵۰ | 2003 XR8    | ۴ دسامبر ۲۰۰۳   |
| ۱۹۷۳۵۱ | 2003 XT8    | ۴ دسامبر ۲۰۰۳   |
| ۱۹۷۳۵۲ | 2003 XU8    | ۴ دسامبر ۲۰۰۳   |
| ۱۹۷۳۵۳ | 2003 XO9    | ۴ دسامبر ۲۰۰۳   |
| ۱۹۷۳۵۴ | 2003 XM10   | ۵ دسامبر ۲۰۰۳   |
| ۱۹۷۳۵۵ | 2003 XR11   | ۱۰ دسامبر ۲۰۰۳  |
| ۱۹۷۳۵۶ | 2003 XS11   | ۱۱ دسامبر ۲۰۰۳  |
| ۱۹۷۳۵۷ | 2003 XH12   | ۱۴ دسامبر ۲۰۰۳  |
| ۱۹۷۳۵۸ | 2003 XR13   | ۱۴ دسامبر ۲۰۰۳  |
| ۱۹۷۳۵۹ | 2003 XF15   | ۴ دسامبر ۲۰۰۳   |
| ۱۹۷۳۶۰ | 2003 XM18   | ۱۵ دسامبر ۲۰۰۳  |
| ۱۹۷۳۶۱ | 2003 XN18   | ۱۵ دسامبر ۲۰۰۳  |
| ۱۹۷۳۶۲ | 2003 XR19   | ۱۴ دسامبر ۲۰۰۳  |
| ۱۹۷۳۶۳ | 2003 XH20   | ۱۴ دسامبر ۲۰۰۳  |
| ۱۹۷۳۶۴ | 2003 XC21   | ۱۴ دسامبر ۲۰۰۳  |
| ۱۹۷۳۶۵ | 2003 XF21   | ۱۴ دسامبر ۲۰۰۳  |
| ۱۹۷۳۶۶ | 2003 XQ21   | ۱۴ دسامبر ۲۰۰۳  |
| ۱۹۷۳۶۷ | 2003 XF22   | ۳ دسامبر ۲۰۰۳   |
| ۱۹۷۳۶۸ | 2003 XV24   | ۱ دسامبر ۲۰۰۳   |
| ۱۹۷۳۶۹ | 2003 XW25   | ۱ دسامبر ۲۰۰۳   |
| ۱۹۷۳۷۰ | 2003 XQ31   | ۱ دسامبر ۲۰۰۳   |
| ۱۹۷۳۷۱ | 2003 XR34   | ۱ دسامبر ۲۰۰۳   |
| ۱۹۷۳۷۲ | 2003 XA35   | ۳ دسامبر ۲۰۰۳   |
| ۱۹۷۳۷۳ | 2003 XD36   | ۳ دسامبر ۲۰۰۳   |
| ۱۹۷۳۷۴ | 2003 XQ36   | ۳ دسامبر ۲۰۰۳   |
| ۱۹۷۳۷۵ | 2003 XS37   | ۴ دسامبر ۲۰۰۳   |
| ۱۹۷۳۷۶ | 2003 XB39   | ۴ دسامبر ۲۰۰۳   |
| ۱۹۷۳۷۷ | 2003 XS39   | ۵ دسامبر ۲۰۰۳   |
| ۱۹۷۳۷۸ | 2003 XD40   | ۱۴ دسامبر ۲۰۰۳  |
| ۱۹۷۳۷۹ | 2003 XD42   | ۱۴ دسامبر ۲۰۰۳  |
| ۱۹۷۳۷۹ | 2003 YN     | ۱۶ دسامبر ۲۰۰۳  |
| ۱۹۷۳۷۹ | 2003 YZ     | ۱۷ دسامبر ۲۰۰۳  |
| ۱۹۷۳۸۲ | 2003 YZ2    | ۱۹ دسامبر ۲۰۰۳  |
| ۱۹۷۳۸۳ | 2003 YC3    | ۱۷ دسامبر ۲۰۰۳  |
| ۱۹۷۳۸۴ | 2003 YE5    | ۱۶ دسامبر ۲۰۰۳  |
| ۱۹۷۳۸۵ | 2003 YM5    | ۱۶ دسامبر ۲۰۰۳  |
| ۱۹۷۳۸۶ | 2003 YA10   | ۱۷ دسامبر ۲۰۰۳  |
| ۱۹۷۳۸۷ | 2003 YD11   | ۱۷ دسامبر ۲۰۰۳  |
| ۱۹۷۳۸۸ | 2003 YN11   | ۱۷ دسامبر ۲۰۰۳  |
| ۱۹۷۳۸۹ | 2003 YD12   | ۱۷ دسامبر ۲۰۰۳  |
| ۱۹۷۳۹۰ | 2003 YC13   | ۱۷ دسامبر ۲۰۰۳  |
| ۱۹۷۳۹۱ | 2003 YY15   | ۱۷ دسامبر ۲۰۰۳  |
| ۱۹۷۳۹۲ | 2003 YC23   | ۱۶ دسامبر ۲۰۰۳  |
| ۱۹۷۳۹۳ | 2003 YO23   | ۱۷ دسامبر ۲۰۰۳  |
| ۱۹۷۳۹۴ | 2003 YQ23   | ۱۷ دسامبر ۲۰۰۳  |
| ۱۹۷۳۹۵ | 2003 YC25   | ۱۸ دسامبر ۲۰۰۳  |
| ۱۹۷۳۹۶ | 2003 YK27   | ۱۷ دسامبر ۲۰۰۳  |
| ۱۹۷۳۹۷ | 2003 YU28   | ۱۷ دسامبر ۲۰۰۳  |
| ۱۹۷۳۹۸ | 2003 YU29   | ۱۷ دسامبر ۲۰۰۳  |
| ۱۹۷۳۹۹ | 2003 YJ30   | ۱۸ دسامبر ۲۰۰۳  |
| ۱۹۷۴۰۰ | 2003 YX30   | ۱۸ دسامبر ۲۰۰۳  |
| ۱۹۷۴۰۱ | 2003 YQ32   | ۱۹ دسامبر ۲۰۰۳  |
| ۱۹۷۴۰۲ | 2003 YN34   | ۱۸ دسامبر ۲۰۰۳  |
| ۱۹۷۴۰۳ | 2003 YR34   | ۱۸ دسامبر ۲۰۰۳  |
| ۱۹۷۴۰۴ | 2003 YO35   | ۱۹ دسامبر ۲۰۰۳  |
| ۱۹۷۴۰۵ | 2003 YU39   | ۱۹ دسامبر ۲۰۰۳  |
| ۱۹۷۴۰۶ | 2003 YO42   | ۱۹ دسامبر ۲۰۰۳  |
| ۱۹۷۴۰۷ | 2003 YD46   | ۱۷ دسامبر ۲۰۰۳  |
| ۱۹۷۴۰۸ | 2003 YR46   | ۱۷ دسامبر ۲۰۰۳  |
| ۱۹۷۴۰۹ | 2003 YT47   | ۱۸ دسامبر ۲۰۰۳  |
| ۱۹۷۴۱۰ | 2003 YW47   | ۱۸ دسامبر ۲۰۰۳  |
| ۱۹۷۴۱۱ | 2003 YU49   | ۱۸ دسامبر ۲۰۰۳  |
| ۱۹۷۴۱۲ | 2003 YB50   | ۱۸ دسامبر ۲۰۰۳  |
| ۱۹۷۴۱۳ | 2003 YD50   | ۱۸ دسامبر ۲۰۰۳  |
| ۱۹۷۴۱۴ | 2003 YK50   | ۱۸ دسامبر ۲۰۰۳  |
| ۱۹۷۴۱۵ | 2003 YK51   | ۱۸ دسامبر ۲۰۰۳  |
| ۱۹۷۴۱۶ | 2003 YY51   | ۱۸ دسامبر ۲۰۰۳  |
| ۱۹۷۴۱۷ | 2003 YY54   | ۱۹ دسامبر ۲۰۰۳  |
| ۱۹۷۴۱۸ | 2003 YA57   | ۱۹ دسامبر ۲۰۰۳  |
| ۱۹۷۴۱۹ | 2003 YB60   | ۱۹ دسامبر ۲۰۰۳  |
| ۱۹۷۴۲۰ | 2003 YG63   | ۱۹ دسامبر ۲۰۰۳  |
| ۱۹۷۴۲۱ | 2003 YP63   | ۱۹ دسامبر ۲۰۰۳  |
| ۱۹۷۴۲۲ | 2003 YB66   | ۲۰ دسامبر ۲۰۰۳  |
| ۱۹۷۴۲۳ | 2003 YS67   | ۱۹ دسامبر ۲۰۰۳  |
| ۱۹۷۴۲۴ | 2003 YE69   | ۲۰ دسامبر ۲۰۰۳  |
| ۱۹۷۴۲۵ | 2003 YE70   | ۲۱ دسامبر ۲۰۰۳  |
| ۱۹۷۴۲۶ | 2003 YY70   | ۱۸ دسامبر ۲۰۰۳  |
| ۱۹۷۴۲۷ | 2003 YG72   | ۱۸ دسامبر ۲۰۰۳  |
| ۱۹۷۴۲۸ | 2003 YE73   | ۱۸ دسامبر ۲۰۰۳  |
| ۱۹۷۴۲۹ | 2003 YM73   | ۱۸ دسامبر ۲۰۰۳  |
| ۱۹۷۴۳۰ | 2003 YE78   | ۱۸ دسامبر ۲۰۰۳  |
| ۱۹۷۴۳۱ | 2003 YO78   | ۱۸ دسامبر ۲۰۰۳  |
| ۱۹۷۴۳۲ | 2003 YT78   | ۱۸ دسامبر ۲۰۰۳  |
| ۱۹۷۴۳۳ | 2003 YA80   | ۱۸ دسامبر ۲۰۰۳  |
| ۱۹۷۴۳۴ | 2003 YG81   | ۱۸ دسامبر ۲۰۰۳  |
| ۱۹۷۴۳۵ | 2003 YS81   | ۱۸ دسامبر ۲۰۰۳  |
| ۱۹۷۴۳۶ | 2003 YU83   | ۱۹ دسامبر ۲۰۰۳  |
| ۱۹۷۴۳۷ | 2003 YD85   | ۱۹ دسامبر ۲۰۰۳  |
| ۱۹۷۴۳۸ | 2003 YL85   | ۱۹ دسامبر ۲۰۰۳  |
| ۱۹۷۴۳۹ | 2003 YK86   | ۱۹ دسامبر ۲۰۰۳  |
| ۱۹۷۴۴۰ | 2003 YJ88   | ۱۹ دسامبر ۲۰۰۳  |
| ۱۹۷۴۴۱ | 2003 YN94   | ۲۲ دسامبر ۲۰۰۳  |
| ۱۹۷۴۴۲ | 2003 YV94   | ۱۹ دسامبر ۲۰۰۳  |
| ۱۹۷۴۴۳ | 2003 YK96   | ۱۹ دسامبر ۲۰۰۳  |
| ۱۹۷۴۴۴ | 2003 YQ102  | ۱۹ دسامبر ۲۰۰۳  |
| ۱۹۷۴۴۵ | 2003 YG103  | ۱۹ دسامبر ۲۰۰۳  |
| ۱۹۷۴۴۶ | 2003 YS103  | ۲۱ دسامبر ۲۰۰۳  |
| ۱۹۷۴۴۷ | 2003 YE104  | ۲۱ دسامبر ۲۰۰۳  |
| ۱۹۷۴۴۸ | 2003 YR106  | ۲۲ دسامبر ۲۰۰۳  |
| ۱۹۷۴۴۹ | 2003 YK111  | ۲۲ دسامبر ۲۰۰۳  |
| ۱۹۷۴۵۰ | 2003 YQ114  | ۲۵ دسامبر ۲۰۰۳  |
| ۱۹۷۴۵۱ | 2003 YW114  | ۲۵ دسامبر ۲۰۰۳  |
| ۱۹۷۴۵۲ | 2003 YS115  | ۲۷ دسامبر ۲۰۰۳  |
| ۱۹۷۴۵۳ | 2003 YY116  | ۲۷ دسامبر ۲۰۰۳  |
| ۱۹۷۴۵۴ | 2003 YT117  | ۱۷ دسامبر ۲۰۰۳  |
| ۱۹۷۴۵۵ | 2003 YN119  | ۲۷ دسامبر ۲۰۰۳  |
| ۱۹۷۴۵۶ | 2003 YW121  | ۲۵ دسامبر ۲۰۰۳  |
| ۱۹۷۴۵۷ | 2003 YG124  | ۲۸ دسامبر ۲۰۰۳  |
| ۱۹۷۴۵۸ | 2003 YS125  | ۲۷ دسامبر ۲۰۰۳  |
| ۱۹۷۴۵۹ | 2003 YT125  | ۲۷ دسامبر ۲۰۰۳  |
| ۱۹۷۴۶۰ | 2003 YO126  | ۲۷ دسامبر ۲۰۰۳  |
| ۱۹۷۴۶۱ | 2003 YJ127  | ۲۷ دسامبر ۲۰۰۳  |
| ۱۹۷۴۶۲ | 2003 YN129  | ۲۷ دسامبر ۲۰۰۳  |
| ۱۹۷۴۶۳ | 2003 YP129  | ۲۷ دسامبر ۲۰۰۳  |
| ۱۹۷۴۶۴ | 2003 YY130  | ۲۸ دسامبر ۲۰۰۳  |
| ۱۹۷۴۶۵ | 2003 YQ131  | ۲۸ دسامبر ۲۰۰۳  |
| ۱۹۷۴۶۶ | 2003 YM136  | ۱۷ دسامبر ۲۰۰۳  |
| ۱۹۷۴۶۷ | 2003 YL139  | ۲۸ دسامبر ۲۰۰۳  |
| ۱۹۷۴۶۸ | 2003 YP141  | ۲۸ دسامبر ۲۰۰۳  |
| ۱۹۷۴۶۹ | 2003 YQ141  | ۲۸ دسامبر ۲۰۰۳  |
| ۱۹۷۴۷۰ | 2003 YG142  | ۲۸ دسامبر ۲۰۰۳  |
| ۱۹۷۴۷۱ | 2003 YO144  | ۲۸ دسامبر ۲۰۰۳  |
| ۱۹۷۴۷۲ | 2003 YO156  | ۱۶ دسامبر ۲۰۰۳  |
| ۱۹۷۴۷۳ | 2003 YX159  | ۱۷ دسامبر ۲۰۰۳  |
| ۱۹۷۴۷۴ | 2003 YH161  | ۱۷ دسامبر ۲۰۰۳  |
| ۱۹۷۴۷۵ | 2004 AR2    | ۱۳ ژانویه ۲۰۰۴  |
| ۱۹۷۴۷۶ | 2004 AK7    | ۱۳ ژانویه ۲۰۰۴  |
| ۱۹۷۴۷۷ | 2004 AB11   | ۳ ژانویه ۲۰۰۴   |
| ۱۹۷۴۷۸ | 2004 BL2    | ۱۶ ژانویه ۲۰۰۴  |
| ۱۹۷۴۷۹ | 2004 BG4    | ۱۶ ژانویه ۲۰۰۴  |
| ۱۹۷۴۸۰ | 2004 BE8    | ۱۷ ژانویه ۲۰۰۴  |
| ۱۹۷۴۸۱ | 2004 BR15   | ۱۷ ژانویه ۲۰۰۴  |
| ۱۹۷۴۸۲ | 2004 BZ21   | ۱۹ ژانویه ۲۰۰۴  |
| ۱۹۷۴۸۳ | 2004 BG24   | ۱۹ ژانویه ۲۰۰۴  |
| ۱۹۷۴۸۴ | 2004 BQ24   | ۱۹ ژانویه ۲۰۰۴  |
| ۱۹۷۴۸۵ | 2004 BX26   | ۱۹ ژانویه ۲۰۰۴  |
| ۱۹۷۴۸۶ | 2004 BQ29   | ۱۸ ژانویه ۲۰۰۴  |
| ۱۹۷۴۸۷ | 2004 BV38   | ۲۰ ژانویه ۲۰۰۴  |
| ۱۹۷۴۸۸ | 2004 BL45   | ۲۱ ژانویه ۲۰۰۴  |
| ۱۹۷۴۸۹ | 2004 BC46   | ۲۱ ژانویه ۲۰۰۴  |
| ۱۹۷۴۹۰ | 2004 BU47   | ۲۱ ژانویه ۲۰۰۴  |
| ۱۹۷۴۹۱ | 2004 BA58   | ۲۳ ژانویه ۲۰۰۴  |
| ۱۹۷۴۹۲ | 2004 BW60   | ۲۱ ژانویه ۲۰۰۴  |
| ۱۹۷۴۹۳ | 2004 BU68   | ۲۷ ژانویه ۲۰۰۴  |
| ۱۹۷۴۹۴ | 2004 BC81   | ۲۶ ژانویه ۲۰۰۴  |
| ۱۹۷۴۹۵ | 2004 BU81   | ۲۶ ژانویه ۲۰۰۴  |
| ۱۹۷۴۹۶ | 2004 BJ83   | ۲۸ ژانویه ۲۰۰۴  |
| ۱۹۷۴۹۷ | 2004 BP85   | ۲۸ ژانویه ۲۰۰۴  |
| ۱۹۷۴۹۸ | 2004 BU85   | ۲۸ ژانویه ۲۰۰۴  |
| ۱۹۷۴۹۹ | 2004 BB87   | ۲۲ ژانویه ۲۰۰۴  |
| ۱۹۷۵۰۰ | 2004 BX90   | ۲۴ ژانویه ۲۰۰۴  |
| ۱۹۷۵۰۱ | 2004 BS91   | ۲۵ ژانویه ۲۰۰۴  |
| ۱۹۷۵۰۲ | 2004 BA96   | ۳۰ ژانویه ۲۰۰۴  |
| ۱۹۷۵۰۳ | 2004 BN97   | ۲۶ ژانویه ۲۰۰۴  |
| ۱۹۷۵۰۴ | 2004 BS117  | ۲۸ ژانویه ۲۰۰۴  |
| ۱۹۷۵۰۵ | 2004 BG120  | ۳۱ ژانویه ۲۰۰۴  |
| ۱۹۷۵۰۶ | 2004 BP120  | ۳۱ ژانویه ۲۰۰۴  |
| ۱۹۷۵۰۷ | 2004 BR145  | ۲۱ ژانویه ۲۰۰۴  |
| ۱۹۷۵۰۸ | 2004 BV148  | ۱۶ ژانویه ۲۰۰۴  |
| ۱۹۷۵۰۹ | 2004 BF163  | ۱۸ ژانویه ۲۰۰۴  |
| ۱۹۷۵۱۰ | 2004 CE3    | ۹ فوریه ۲۰۰۴    |
| ۱۹۷۵۱۱ | 2004 CA19   | ۱۱ فوریه ۲۰۰۴   |
| ۱۹۷۵۱۲ | 2004 CN28   | ۱۲ فوریه ۲۰۰۴   |
| ۱۹۷۵۱۳ | 2004 CF36   | ۱۱ فوریه ۲۰۰۴   |
| ۱۹۷۵۱۴ | 2004 CC52   | ۱۴ فوریه ۲۰۰۴   |
| ۱۹۷۵۱۵ | 2004 CX57   | ۱۴ فوریه ۲۰۰۴   |
| ۱۹۷۵۱۶ | 2004 CG89   | ۱۱ فوریه ۲۰۰۴   |
| ۱۹۷۵۱۷ | 2004 CU103  | ۱۲ فوریه ۲۰۰۴   |
| ۱۹۷۵۱۸ | 2004 CJ106  | ۱۴ فوریه ۲۰۰۴   |
| ۱۹۷۵۱۹ | 2004 DF1    | ۱۷ فوریه ۲۰۰۴   |
| ۱۹۷۵۲۰ | 2004 DP10   | ۱۶ فوریه ۲۰۰۴   |
| ۱۹۷۵۲۱ | 2004 DF21   | ۱۷ فوریه ۲۰۰۴   |
| ۱۹۷۵۲۲ | 2004 DS22   | ۱۸ فوریه ۲۰۰۴   |
| ۱۹۷۵۲۳ | 2004 DQ39   | ۲۳ فوریه ۲۰۰۴   |
| ۱۹۷۵۲۴ | 2004 DN44   | ۱۶ فوریه ۲۰۰۴   |
| ۱۹۷۵۲۵ | 2004 DG65   | ۲۲ فوریه ۲۰۰۴   |
| ۱۹۷۵۲۶ | 2004 EF3    | ۱۰ مارس ۲۰۰۴    |
| ۱۹۷۵۲۷ | 2004 EL17   | ۱۲ مارس ۲۰۰۴    |
| ۱۹۷۵۲۸ | 2004 EM19   | ۱۴ مارس ۲۰۰۴    |
| ۱۹۷۵۲۹ | 2004 EU26   | ۱۴ مارس ۲۰۰۴    |
| ۱۹۷۵۳۰ | 2004 EH32   | ۱۵ مارس ۲۰۰۴    |
| ۱۹۷۵۳۱ | 2004 EL45   | ۱۵ مارس ۲۰۰۴    |
| ۱۹۷۵۳۲ | 2004 ED57   | ۱۵ مارس ۲۰۰۴    |
| ۱۹۷۵۳۳ | 2004 EZ59   | ۱۵ مارس ۲۰۰۴    |
| ۱۹۷۵۳۴ | 2004 EL61   | ۱۲ مارس ۲۰۰۴    |
| ۱۹۷۵۳۵ | 2004 EH62   | ۱۲ مارس ۲۰۰۴    |
| ۱۹۷۵۳۶ | 2004 EJ64   | ۱۴ مارس ۲۰۰۴    |
| ۱۹۷۵۳۷ | 2004 EW71   | ۱۵ مارس ۲۰۰۴    |
| ۱۹۷۵۳۸ | 2004 EH79   | ۱۵ مارس ۲۰۰۴    |
| ۱۹۷۵۳۹ | 2004 EJ83   | ۱۴ مارس ۲۰۰۴    |
| ۱۹۷۵۴۰ | 2004 EF84   | ۱۴ مارس ۲۰۰۴    |
| ۱۹۷۵۴۱ | 2004 EB85   | ۱۵ مارس ۲۰۰۴    |
| ۱۹۷۵۴۲ | 2004 EU97   | ۱۵ مارس ۲۰۰۴    |
| ۱۹۷۵۴۳ | 2004 FO2    | ۱۷ مارس ۲۰۰۴    |
| ۱۹۷۵۴۴ | 2004 FP11   | ۱۶ مارس ۲۰۰۴    |
| ۱۹۷۵۴۵ | 2004 FG12   | ۱۶ مارس ۲۰۰۴    |
| ۱۹۷۵۴۶ | 2004 FE16   | ۲۳ مارس ۲۰۰۴    |
| ۱۹۷۵۴۷ | 2004 FR27   | ۱۷ مارس ۲۰۰۴    |
| ۱۹۷۵۴۸ | 2004 FY30   | ۲۹ مارس ۲۰۰۴    |
| ۱۹۷۵۴۹ | 2004 FW36   | ۱۶ مارس ۲۰۰۴    |
| ۱۹۷۵۵۰ | 2004 FS46   | ۱۷ مارس ۲۰۰۴    |
| ۱۹۷۵۵۱ | 2004 FZ57   | ۱۷ مارس ۲۰۰۴    |
| ۱۹۷۵۵۲ | 2004 FC68   | ۲۰ مارس ۲۰۰۴    |
| ۱۹۷۵۵۳ | 2004 FD85   | ۱۸ مارس ۲۰۰۴    |
| ۱۹۷۵۵۴ | 2004 FB98   | ۲۳ مارس ۲۰۰۴    |
| ۱۹۷۵۵۵ | 2004 FR107  | ۲۲ مارس ۲۰۰۴    |
| ۱۹۷۵۵۶ | 2004 FY115  | ۲۳ مارس ۲۰۰۴    |
| ۱۹۷۵۵۷ | 2004 FC116  | ۲۳ مارس ۲۰۰۴    |
| ۱۹۷۵۵۸ | 2004 FL122  | ۲۶ مارس ۲۰۰۴    |
| ۱۹۷۵۵۹ | 2004 FU125  | ۲۷ مارس ۲۰۰۴    |
| ۱۹۷۵۶۰ | 2004 FH128  | ۲۷ مارس ۲۰۰۴    |
| ۱۹۷۵۶۱ | 2004 FR129  | ۱۹ مارس ۲۰۰۴    |
| ۱۹۷۵۶۲ | 2004 FO140  | ۲۷ مارس ۲۰۰۴    |
| ۱۹۷۵۶۳ | 2004 FH148  | ۲۲ مارس ۲۰۰۴    |
| ۱۹۷۵۶۴ | 2004 GG2    | ۱۲ آوریل ۲۰۰۴   |
| ۱۹۷۵۶۵ | 2004 GG9    | ۱۲ آوریل ۲۰۰۴   |
| ۱۹۷۵۶۶ | 2004 GC11   | ۱۲ آوریل ۲۰۰۴   |
| ۱۹۷۵۶۷ | 2004 GN12   | ۹ آوریل ۲۰۰۴    |
| ۱۹۷۵۶۸ | 2004 GM15   | ۱۴ آوریل ۲۰۰۴   |
| ۱۹۷۵۶۹ | 2004 GY22   | ۱۲ آوریل ۲۰۰۴   |
| ۱۹۷۵۷۰ | 2004 GZ29   | ۱۲ آوریل ۲۰۰۴   |
| ۱۹۷۵۷۱ | 2004 GQ30   | ۱۲ آوریل ۲۰۰۴   |
| ۱۹۷۵۷۲ | 2004 GF33   | ۱۲ آوریل ۲۰۰۴   |
| ۱۹۷۵۷۳ | 2004 GP33   | ۱۲ آوریل ۲۰۰۴   |
| ۱۹۷۵۷۴ | 2004 GU33   | ۱۲ آوریل ۲۰۰۴   |
| ۱۹۷۵۷۵ | 2004 GW36   | ۱۳ آوریل ۲۰۰۴   |
| ۱۹۷۵۷۶ | 2004 GX40   | ۱۲ آوریل ۲۰۰۴   |
| ۱۹۷۵۷۷ | 2004 GF47   | ۱۲ آوریل ۲۰۰۴   |
| ۱۹۷۵۷۸ | 2004 GX79   | ۱۲ آوریل ۲۰۰۴   |
| ۱۹۷۵۷۸ | 2004 HP     | ۱۶ آوریل ۲۰۰۴   |
| ۱۹۷۵۸۰ | 2004 HZ1    | ۲۰ آوریل ۲۰۰۴   |
| ۱۹۷۵۸۱ | 2004 HQ2    | ۲۰ آوریل ۲۰۰۴   |
| ۱۹۷۵۸۲ | 2004 HP4    | ۱۶ آوریل ۲۰۰۴   |
| ۱۹۷۵۸۳ | 2004 HX5    | ۱۷ آوریل ۲۰۰۴   |
| ۱۹۷۵۸۴ | 2004 HJ9    | ۱۷ آوریل ۲۰۰۴   |
| ۱۹۷۵۸۵ | 2004 HA10   | ۱۷ آوریل ۲۰۰۴   |
| ۱۹۷۵۸۶ | 2004 HQ11   | ۱۹ آوریل ۲۰۰۴   |
| ۱۹۷۵۸۷ | 2004 HR11   | ۱۹ آوریل ۲۰۰۴   |
| ۱۹۷۵۸۸ | 2004 HE12   | ۲۰ آوریل ۲۰۰۴   |
| ۱۹۷۵۸۹ | 2004 HC20   | ۲۰ آوریل ۲۰۰۴   |
| ۱۹۷۵۹۰ | 2004 HT30   | ۱۶ آوریل ۲۰۰۴   |
| ۱۹۷۵۹۱ | 2004 HQ36   | ۲۲ آوریل ۲۰۰۴   |
| ۱۹۷۵۹۲ | 2004 HH38   | ۲۳ آوریل ۲۰۰۴   |
| ۱۹۷۵۹۳ | 2004 HA43   | ۲۰ آوریل ۲۰۰۴   |
| ۱۹۷۵۹۴ | 2004 HD49   | ۲۲ آوریل ۲۰۰۴   |
| ۱۹۷۵۹۵ | 2004 HH60   | ۲۵ آوریل ۲۰۰۴   |
| ۱۹۷۵۹۶ | 2004 HV61   | ۲۵ آوریل ۲۰۰۴   |
| ۱۹۷۵۹۷ | 2004 HZ61   | ۲۶ آوریل ۲۰۰۴   |
| ۱۹۷۵۹۸ | 2004 HR62   | ۲۵ آوریل ۲۰۰۴   |
| ۱۹۷۵۹۹ | 2004 JY2    | ۹ مه ۲۰۰۴       |
| ۱۹۷۶۰۰ | 2004 JC3    | ۹ مه ۲۰۰۴       |
| ۱۹۷۶۰۱ | 2004 JE3    | ۹ مه ۲۰۰۴       |
| ۱۹۷۶۰۲ | 2004 JT4    | ۱۱ مه ۲۰۰۴      |
| ۱۹۷۶۰۳ | 2004 JF8    | ۱۰ مه ۲۰۰۴      |
| ۱۹۷۶۰۴ | 2004 JS14   | ۹ مه ۲۰۰۴       |
| ۱۹۷۶۰۵ | 2004 JH15   | ۱۰ مه ۲۰۰۴      |
| ۱۹۷۶۰۶ | 2004 JP16   | ۱۱ مه ۲۰۰۴      |
| ۱۹۷۶۰۷ | 2004 JQ16   | ۱۱ مه ۲۰۰۴      |
| ۱۹۷۶۰۸ | 2004 JR16   | ۱۱ مه ۲۰۰۴      |
| ۱۹۷۶۰۹ | 2004 JY16   | ۱۲ مه ۲۰۰۴      |
| ۱۹۷۶۱۰ | 2004 JR18   | ۱۳ مه ۲۰۰۴      |
| ۱۹۷۶۱۱ | 2004 JJ20   | ۱۴ مه ۲۰۰۴      |
| ۱۹۷۶۱۲ | 2004 JM20   | ۱۴ مه ۲۰۰۴      |
| ۱۹۷۶۱۳ | 2004 JU23   | ۱۴ مه ۲۰۰۴      |
| ۱۹۷۶۱۴ | 2004 JP24   | ۱۵ مه ۲۰۰۴      |
| ۱۹۷۶۱۵ | 2004 JQ26   | ۱۵ مه ۲۰۰۴      |
| ۱۹۷۶۱۶ | 2004 JG32   | ۱۴ مه ۲۰۰۴      |
| ۱۹۷۶۱۷ | 2004 JD34   | ۱۵ مه ۲۰۰۴      |
| ۱۹۷۶۱۸ | 2004 JK34   | ۱۵ مه ۲۰۰۴      |
| ۱۹۷۶۱۹ | 2004 JC37   | ۱۳ مه ۲۰۰۴      |
| ۱۹۷۶۲۰ | 2004 JL39   | ۱۴ مه ۲۰۰۴      |
| ۱۹۷۶۲۱ | 2004 JN40   | ۱۴ مه ۲۰۰۴      |
| ۱۹۷۶۲۲ | 2004 JA41   | ۱۴ مه ۲۰۰۴      |
| ۱۹۷۶۲۳ | 2004 JY41   | ۱۵ مه ۲۰۰۴      |
| ۱۹۷۶۲۴ | 2004 JO43   | ۹ مه ۲۰۰۴       |
| ۱۹۷۶۲۵ | 2004 JJ44   | ۱۲ مه ۲۰۰۴      |
| ۱۹۷۶۲۶ | 2004 JM45   | ۱۵ مه ۲۰۰۴      |
| ۱۹۷۶۲۶ | 2004 KO     | ۱۶ مه ۲۰۰۴      |
| ۱۹۷۶۲۸ | 2004 KS1    | ۱۶ مه ۲۰۰۴      |
| ۱۹۷۶۲۹ | 2004 KH3    | ۱۶ مه ۲۰۰۴      |
| ۱۹۷۶۳۰ | 2004 KJ4    | ۱۶ مه ۲۰۰۴      |
| ۱۹۷۶۳۱ | 2004 KN8    | ۱۸ مه ۲۰۰۴      |
| ۱۹۷۶۳۲ | 2004 KV9    | ۱۹ مه ۲۰۰۴      |
| ۱۹۷۶۳۳ | 2004 KD10   | ۱۹ مه ۲۰۰۴      |
| ۱۹۷۶۳۴ | 2004 KV10   | ۱۸ مه ۲۰۰۴      |
| ۱۹۷۶۳۵ | 2004 KS11   | ۲۰ مه ۲۰۰۴      |
| ۱۹۷۶۳۶ | 2004 KU16   | ۲۷ مه ۲۰۰۴      |
| ۱۹۷۶۳۷ | 2004 KB18   | ۱۶ مه ۲۰۰۴      |
| ۱۹۷۶۳۷ | 2004 LM     | ۹ ژوئن ۲۰۰۴     |
| ۱۹۷۶۳۹ | 2004 LJ2    | ۱۰ ژوئن ۲۰۰۴    |
| ۱۹۷۶۴۰ | 2004 LE8    | ۱۱ ژوئن ۲۰۰۴    |
| ۱۹۷۶۴۱ | 2004 LG8    | ۱۱ ژوئن ۲۰۰۴    |
| ۱۹۷۶۴۲ | 2004 LF11   | ۱۰ ژوئن ۲۰۰۴    |
| ۱۹۷۶۴۳ | 2004 LO11   | ۱۲ ژوئن ۲۰۰۴    |
| ۱۹۷۶۴۴ | 2004 LD22   | ۱۳ ژوئن ۲۰۰۴    |
| ۱۹۷۶۴۵ | 2004 LE25   | ۱۵ ژوئن ۲۰۰۴    |
| ۱۹۷۶۴۶ | 2004 LK25   | ۱۵ ژوئن ۲۰۰۴    |
| ۱۹۷۶۴۷ | 2004 LG28   | ۱۴ ژوئن ۲۰۰۴    |
| ۱۹۷۶۴۸ | 2004 LT29   | ۱۴ ژوئن ۲۰۰۴    |
| ۱۹۷۶۴۸ | 2004 MT     | ۱۶ ژوئن ۲۰۰۴    |
| ۱۹۷۶۵۰ | 2004 MH1    | ۱۶ ژوئن ۲۰۰۴    |
| ۱۹۷۶۵۱ | 2004 MW1    | ۱۷ ژوئن ۲۰۰۴    |
| ۱۹۷۶۵۲ | 2004 MW6    | ۲۵ ژوئن ۲۰۰۴    |
| ۱۹۷۶۵۳ | 2004 MH8    | ۱۶ ژوئن ۲۰۰۴    |
| ۱۹۷۶۵۳ | 2004 NX     | ۷ ژوئیه ۲۰۰۴    |
| ۱۹۷۶۵۳ | 2004 NZ     | ۷ ژوئیه ۲۰۰۴    |
| ۱۹۷۶۵۶ | 2004 NK1    | ۹ ژوئیه ۲۰۰۴    |
| ۱۹۷۶۵۷ | 2004 NL1    | ۹ ژوئیه ۲۰۰۴    |
| ۱۹۷۶۵۸ | 2004 NM1    | ۹ ژوئیه ۲۰۰۴    |
| ۱۹۷۶۵۹ | 2004 NA2    | ۹ ژوئیه ۲۰۰۴    |
| ۱۹۷۶۶۰ | 2004 NE2    | ۹ ژوئیه ۲۰۰۴    |
| ۱۹۷۶۶۱ | 2004 NN3    | ۱۲ ژوئیه ۲۰۰۴   |
| ۱۹۷۶۶۲ | 2004 NX3    | ۱۱ ژوئیه ۲۰۰۴   |
| ۱۹۷۶۶۳ | 2004 NA5    | ۹ ژوئیه ۲۰۰۴    |
| ۱۹۷۶۶۴ | 2004 NR5    | ۱۱ ژوئیه ۲۰۰۴   |
| ۱۹۷۶۶۵ | 2004 NF6    | ۱۱ ژوئیه ۲۰۰۴   |
| ۱۹۷۶۶۶ | 2004 NM6    | ۱۱ ژوئیه ۲۰۰۴   |
| ۱۹۷۶۶۷ | 2004 NK10   | ۹ ژوئیه ۲۰۰۴    |
| ۱۹۷۶۶۸ | 2004 NG12   | ۱۱ ژوئیه ۲۰۰۴   |
| ۱۹۷۶۶۹ | 2004 NY13   | ۱۱ ژوئیه ۲۰۰۴   |
| ۱۹۷۶۷۰ | 2004 NL14   | ۱۱ ژوئیه ۲۰۰۴   |
| ۱۹۷۶۷۱ | 2004 NQ14   | ۱۱ ژوئیه ۲۰۰۴   |
| ۱۹۷۶۷۲ | 2004 NB15   | ۱۱ ژوئیه ۲۰۰۴   |
| ۱۹۷۶۷۳ | 2004 NJ15   | ۱۱ ژوئیه ۲۰۰۴   |
| ۱۹۷۶۷۴ | 2004 NU15   | ۱۱ ژوئیه ۲۰۰۴   |
| ۱۹۷۶۷۵ | 2004 NX16   | ۱۱ ژوئیه ۲۰۰۴   |
| ۱۹۷۶۷۶ | 2004 NM20   | ۱۴ ژوئیه ۲۰۰۴   |
| ۱۹۷۶۷۷ | 2004 NP20   | ۱۴ ژوئیه ۲۰۰۴   |
| ۱۹۷۶۷۸ | 2004 NR21   | ۱۵ ژوئیه ۲۰۰۴   |
| ۱۹۷۶۷۹ | 2004 NN23   | ۱۴ ژوئیه ۲۰۰۴   |
| ۱۹۷۶۸۰ | 2004 NA24   | ۱۴ ژوئیه ۲۰۰۴   |
| ۱۹۷۶۸۱ | 2004 NL24   | ۱۴ ژوئیه ۲۰۰۴   |
| ۱۹۷۶۸۲ | 2004 NC26   | ۱۱ ژوئیه ۲۰۰۴   |
| ۱۹۷۶۸۳ | 2004 NK26   | ۱۱ ژوئیه ۲۰۰۴   |
| ۱۹۷۶۸۴ | 2004 NL27   | ۱۱ ژوئیه ۲۰۰۴   |
| ۱۹۷۶۸۵ | 2004 NQ27   | ۱۱ ژوئیه ۲۰۰۴   |
| ۱۹۷۶۸۶ | 2004 NK28   | ۱۱ ژوئیه ۲۰۰۴   |
| ۱۹۷۶۸۷ | 2004 NJ29   | ۱۴ ژوئیه ۲۰۰۴   |
| ۱۹۷۶۸۸ | 2004 NU30   | ۹ ژوئیه ۲۰۰۴    |
| ۱۹۷۶۸۹ | 2004 NO31   | ۳ ژوئیه ۲۰۰۴    |
| ۱۹۷۶۹۰ | 2004 OE2    | ۱۶ ژوئیه ۲۰۰۴   |
| ۱۹۷۶۹۱ | 2004 OB3    | ۱۶ ژوئیه ۲۰۰۴   |
| ۱۹۷۶۹۲ | 2004 OJ3    | ۱۶ ژوئیه ۲۰۰۴   |
| ۱۹۷۶۹۳ | 2004 OF4    | ۱۷ ژوئیه ۲۰۰۴   |
| ۱۹۷۶۹۴ | 2004 OP4    | ۱۶ ژوئیه ۲۰۰۴   |
| ۱۹۷۶۹۵ | 2004 OV4    | ۱۶ ژوئیه ۲۰۰۴   |
| ۱۹۷۶۹۶ | 2004 OW4    | ۱۶ ژوئیه ۲۰۰۴   |
| ۱۹۷۶۹۷ | 2004 OC5    | ۱۶ ژوئیه ۲۰۰۴   |
| ۱۹۷۶۹۸ | 2004 OE6    | ۱۶ ژوئیه ۲۰۰۴   |
| ۱۹۷۶۹۹ | 2004 ON7    | ۱۶ ژوئیه ۲۰۰۴   |
| ۱۹۷۷۰۰ | 2004 OV7    | ۱۶ ژوئیه ۲۰۰۴   |
| ۱۹۷۷۰۱ | 2004 OS8    | ۱۷ ژوئیه ۲۰۰۴   |
| ۱۹۷۷۰۲ | 2004 OB9    | ۱۹ ژوئیه ۲۰۰۴   |
| ۱۹۷۷۰۳ | 2004 OL9    | ۱۹ ژوئیه ۲۰۰۴   |
| ۱۹۷۷۰۴ | 2004 OQ9    | ۲۰ ژوئیه ۲۰۰۴   |
| ۱۹۷۷۰۵ | 2004 OV11   | ۲۷ ژوئیه ۲۰۰۴   |
| ۱۹۷۷۰۵ | 2004 PH     | ۵ اوت ۲۰۰۴      |
| ۱۹۷۷۰۷ | Paulnohr    | ۵ اوت ۲۰۰۴      |
| ۱۹۷۷۰۸ | 2004 PQ1    | ۸ اوت ۲۰۰۴      |
| ۱۹۷۷۰۹ | 2004 PE2    | ۶ اوت ۲۰۰۴      |
| ۱۹۷۷۱۰ | 2004 PU2    | ۸ اوت ۲۰۰۴      |
| ۱۹۷۷۱۱ | 2004 PB3    | ۳ اوت ۲۰۰۴      |
| ۱۹۷۷۱۲ | 2004 PS3    | ۳ اوت ۲۰۰۴      |
| ۱۹۷۷۱۳ | 2004 PZ3    | ۳ اوت ۲۰۰۴      |
| ۱۹۷۷۱۴ | 2004 PR4    | ۵ اوت ۲۰۰۴      |
| ۱۹۷۷۱۵ | 2004 PS7    | ۶ اوت ۲۰۰۴      |
| ۱۹۷۷۱۶ | 2004 PV7    | ۶ اوت ۲۰۰۴      |
| ۱۹۷۷۱۷ | 2004 PE8    | ۶ اوت ۲۰۰۴      |
| ۱۹۷۷۱۸ | 2004 PM8    | ۶ اوت ۲۰۰۴      |
| ۱۹۷۷۱۹ | 2004 PR8    | ۶ اوت ۲۰۰۴      |
| ۱۹۷۷۲۰ | 2004 PD13   | ۷ اوت ۲۰۰۴      |
| ۱۹۷۷۲۱ | 2004 PB14   | ۷ اوت ۲۰۰۴      |
| ۱۹۷۷۲۲ | 2004 PG14   | ۷ اوت ۲۰۰۴      |
| ۱۹۷۷۲۳ | 2004 PE15   | ۷ اوت ۲۰۰۴      |
| ۱۹۷۷۲۴ | 2004 PF16   | ۷ اوت ۲۰۰۴      |
| ۱۹۷۷۲۵ | 2004 PC17   | ۸ اوت ۲۰۰۴      |
| ۱۹۷۷۲۶ | 2004 PR17   | ۸ اوت ۲۰۰۴      |
| ۱۹۷۷۲۷ | 2004 PS17   | ۸ اوت ۲۰۰۴      |
| ۱۹۷۷۲۸ | 2004 PH19   | ۸ اوت ۲۰۰۴      |
| ۱۹۷۷۲۹ | 2004 PJ19   | ۸ اوت ۲۰۰۴      |
| ۱۹۷۷۳۰ | 2004 PP19   | ۸ اوت ۲۰۰۴      |
| ۱۹۷۷۳۱ | 2004 PR19   | ۸ اوت ۲۰۰۴      |
| ۱۹۷۷۳۲ | 2004 PM21   | ۷ اوت ۲۰۰۴      |
| ۱۹۷۷۳۳ | 2004 PJ22   | ۸ اوت ۲۰۰۴      |
| ۱۹۷۷۳۴ | 2004 PR23   | ۸ اوت ۲۰۰۴      |
| ۱۹۷۷۳۵ | 2004 PN24   | ۸ اوت ۲۰۰۴      |
| ۱۹۷۷۳۶ | 2004 PO24   | ۸ اوت ۲۰۰۴      |
| ۱۹۷۷۳۷ | 2004 PQ24   | ۸ اوت ۲۰۰۴      |
| ۱۹۷۷۳۸ | 2004 PR24   | ۸ اوت ۲۰۰۴      |
| ۱۹۷۷۳۹ | 2004 PU24   | ۸ اوت ۲۰۰۴      |
| ۱۹۷۷۴۰ | 2004 PC25   | ۸ اوت ۲۰۰۴      |
| ۱۹۷۷۴۱ | 2004 PU25   | ۸ اوت ۲۰۰۴      |
| ۱۹۷۷۴۲ | 2004 PD27   | ۸ اوت ۲۰۰۴      |
| ۱۹۷۷۴۳ | 2004 PN27   | ۹ اوت ۲۰۰۴      |
| ۱۹۷۷۴۴ | 2004 PA28   | ۵ اوت ۲۰۰۴      |
| ۱۹۷۷۴۵ | 2004 PP29   | ۷ اوت ۲۰۰۴      |
| ۱۹۷۷۴۶ | 2004 PN30   | ۸ اوت ۲۰۰۴      |
| ۱۹۷۷۴۷ | 2004 PW30   | ۸ اوت ۲۰۰۴      |
| ۱۹۷۷۴۸ | 2004 PR31   | ۸ اوت ۲۰۰۴      |
| ۱۹۷۷۴۹ | 2004 PW31   | ۸ اوت ۲۰۰۴      |
| ۱۹۷۷۵۰ | 2004 PY31   | ۸ اوت ۲۰۰۴      |
| ۱۹۷۷۵۱ | 2004 PK32   | ۸ اوت ۲۰۰۴      |
| ۱۹۷۷۵۲ | 2004 PE33   | ۸ اوت ۲۰۰۴      |
| ۱۹۷۷۵۳ | 2004 PM33   | ۸ اوت ۲۰۰۴      |
| ۱۹۷۷۵۴ | 2004 PX33   | ۸ اوت ۲۰۰۴      |
| ۱۹۷۷۵۵ | 2004 PY33   | ۸ اوت ۲۰۰۴      |
| ۱۹۷۷۵۶ | 2004 PJ34   | ۸ اوت ۲۰۰۴      |
| ۱۹۷۷۵۷ | 2004 PL34   | ۸ اوت ۲۰۰۴      |
| ۱۹۷۷۵۸ | 2004 PO34   | ۸ اوت ۲۰۰۴      |
| ۱۹۷۷۵۹ | 2004 PU34   | ۸ اوت ۲۰۰۴      |
| ۱۹۷۷۶۰ | 2004 PV34   | ۸ اوت ۲۰۰۴      |
| ۱۹۷۷۶۱ | 2004 PC35   | ۸ اوت ۲۰۰۴      |
| ۱۹۷۷۶۲ | 2004 PG35   | ۸ اوت ۲۰۰۴      |
| ۱۹۷۷۶۳ | 2004 PK35   | ۸ اوت ۲۰۰۴      |
| ۱۹۷۷۶۴ | 2004 PP35   | ۸ اوت ۲۰۰۴      |
| ۱۹۷۷۶۵ | 2004 PB38   | ۹ اوت ۲۰۰۴      |
| ۱۹۷۷۶۶ | 2004 PE38   | ۹ اوت ۲۰۰۴      |
| ۱۹۷۷۶۷ | 2004 PD39   | ۹ اوت ۲۰۰۴      |
| ۱۹۷۷۶۸ | 2004 PT39   | ۹ اوت ۲۰۰۴      |
| ۱۹۷۷۶۹ | 2004 PX39   | ۹ اوت ۲۰۰۴      |
| ۱۹۷۷۷۰ | 2004 PG40   | ۹ اوت ۲۰۰۴      |
| ۱۹۷۷۷۱ | 2004 PE42   | ۹ اوت ۲۰۰۴      |
| ۱۹۷۷۷۲ | 2004 PG45   | ۷ اوت ۲۰۰۴      |
| ۱۹۷۷۷۳ | 2004 PJ45   | ۷ اوت ۲۰۰۴      |
| ۱۹۷۷۷۴ | 2004 PN45   | ۷ اوت ۲۰۰۴      |
| ۱۹۷۷۷۵ | 2004 PR45   | ۷ اوت ۲۰۰۴      |
| ۱۹۷۷۷۶ | 2004 PS45   | ۷ اوت ۲۰۰۴      |
| ۱۹۷۷۷۷ | 2004 PW45   | ۷ اوت ۲۰۰۴      |
| ۱۹۷۷۷۸ | 2004 PJ46   | ۷ اوت ۲۰۰۴      |
| ۱۹۷۷۷۹ | 2004 PO46   | ۷ اوت ۲۰۰۴      |
| ۱۹۷۷۸۰ | 2004 PW46   | ۸ اوت ۲۰۰۴      |
| ۱۹۷۷۸۱ | 2004 PZ47   | ۸ اوت ۲۰۰۴      |
| ۱۹۷۷۸۲ | 2004 PA48   | ۸ اوت ۲۰۰۴      |
| ۱۹۷۷۸۳ | 2004 PR48   | ۸ اوت ۲۰۰۴      |
| ۱۹۷۷۸۴ | 2004 PA50   | ۸ اوت ۲۰۰۴      |
| ۱۹۷۷۸۵ | 2004 PK50   | ۸ اوت ۲۰۰۴      |
| ۱۹۷۷۸۶ | 2004 PU50   | ۸ اوت ۲۰۰۴      |
| ۱۹۷۷۸۷ | 2004 PN51   | ۸ اوت ۲۰۰۴      |
| ۱۹۷۷۸۸ | 2004 PR51   | ۸ اوت ۲۰۰۴      |
| ۱۹۷۷۸۹ | 2004 PN52   | ۸ اوت ۲۰۰۴      |
| ۱۹۷۷۹۰ | 2004 PP54   | ۸ اوت ۲۰۰۴      |
| ۱۹۷۷۹۱ | 2004 PP55   | ۸ اوت ۲۰۰۴      |
| ۱۹۷۷۹۲ | 2004 PQ57   | ۹ اوت ۲۰۰۴      |
| ۱۹۷۷۹۳ | 2004 PB58   | ۹ اوت ۲۰۰۴      |
| ۱۹۷۷۹۴ | 2004 PK58   | ۹ اوت ۲۰۰۴      |
| ۱۹۷۷۹۵ | 2004 PG60   | ۹ اوت ۲۰۰۴      |
| ۱۹۷۷۹۶ | 2004 PJ60   | ۹ اوت ۲۰۰۴      |
| ۱۹۷۷۹۷ | 2004 PA61   | ۹ اوت ۲۰۰۴      |
| ۱۹۷۷۹۸ | 2004 PX61   | ۹ اوت ۲۰۰۴      |
| ۱۹۷۷۹۹ | 2004 PD63   | ۱۰ اوت ۲۰۰۴     |
| ۱۹۷۸۰۰ | 2004 PU64   | ۱۰ اوت ۲۰۰۴     |
| ۱۹۷۸۰۱ | 2004 PR65   | ۱۰ اوت ۲۰۰۴     |
| ۱۹۷۸۰۲ | 2004 PG66   | ۱۰ اوت ۲۰۰۴     |
| ۱۹۷۸۰۳ | 2004 PH67   | ۵ اوت ۲۰۰۴      |
| ۱۹۷۸۰۴ | 2004 PB68   | ۶ اوت ۲۰۰۴      |
| ۱۹۷۸۰۵ | 2004 PY68   | ۷ اوت ۲۰۰۴      |
| ۱۹۷۸۰۶ | 2004 PZ68   | ۷ اوت ۲۰۰۴      |
| ۱۹۷۸۰۷ | 2004 PH69   | ۷ اوت ۲۰۰۴      |
| ۱۹۷۸۰۸ | 2004 PN70   | ۸ اوت ۲۰۰۴      |
| ۱۹۷۸۰۹ | 2004 PU71   | ۸ اوت ۲۰۰۴      |
| ۱۹۷۸۱۰ | 2004 PX72   | ۸ اوت ۲۰۰۴      |
| ۱۹۷۸۱۱ | 2004 PN73   | ۸ اوت ۲۰۰۴      |
| ۱۹۷۸۱۲ | 2004 PR73   | ۸ اوت ۲۰۰۴      |
| ۱۹۷۸۱۳ | 2004 PK74   | ۸ اوت ۲۰۰۴      |
| ۱۹۷۸۱۴ | 2004 PQ74   | ۸ اوت ۲۰۰۴      |
| ۱۹۷۸۱۵ | 2004 PJ75   | ۸ اوت ۲۰۰۴      |
| ۱۹۷۸۱۶ | 2004 PO76   | ۹ اوت ۲۰۰۴      |
| ۱۹۷۸۱۷ | 2004 PW77   | ۹ اوت ۲۰۰۴      |
| ۱۹۷۸۱۸ | 2004 PX77   | ۹ اوت ۲۰۰۴      |
| ۱۹۷۸۱۹ | 2004 PZ78   | ۹ اوت ۲۰۰۴      |
| ۱۹۷۸۲۰ | 2004 PE79   | ۹ اوت ۲۰۰۴      |
| ۱۹۷۸۲۱ | 2004 PZ79   | ۹ اوت ۲۰۰۴      |
| ۱۹۷۸۲۲ | 2004 PN80   | ۹ اوت ۲۰۰۴      |
| ۱۹۷۸۲۳ | 2004 PD81   | ۱۰ اوت ۲۰۰۴     |
| ۱۹۷۸۲۴ | 2004 PU81   | ۱۰ اوت ۲۰۰۴     |
| ۱۹۷۸۲۵ | 2004 PL82   | ۱۰ اوت ۲۰۰۴     |
| ۱۹۷۸۲۶ | 2004 PL84   | ۱۰ اوت ۲۰۰۴     |
| ۱۹۷۸۲۷ | 2004 PT88   | ۸ اوت ۲۰۰۴      |
| ۱۹۷۸۲۸ | 2004 PE91   | ۱۱ اوت ۲۰۰۴     |
| ۱۹۷۸۲۹ | 2004 PT91   | ۱۲ اوت ۲۰۰۴     |
| ۱۹۷۸۳۰ | 2004 PC92   | ۱۲ اوت ۲۰۰۴     |
| ۱۹۷۸۳۱ | 2004 PV94   | ۱۰ اوت ۲۰۰۴     |
| ۱۹۷۸۳۲ | 2004 PW94   | ۱۱ اوت ۲۰۰۴     |
| ۱۹۷۸۳۳ | 2004 PN95   | ۱۲ اوت ۲۰۰۴     |
| ۱۹۷۸۳۴ | 2004 PR95   | ۱۳ اوت ۲۰۰۴     |
| ۱۹۷۸۳۵ | 2004 PZ95   | ۱۰ اوت ۲۰۰۴     |
| ۱۹۷۸۳۶ | 2004 PL96   | ۱۱ اوت ۲۰۰۴     |
| ۱۹۷۸۳۷ | 2004 PW98   | ۸ اوت ۲۰۰۴      |
| ۱۹۷۸۳۸ | 2004 PF99   | ۹ اوت ۲۰۰۴      |
| ۱۹۷۸۳۹ | 2004 PN99   | ۱۰ اوت ۲۰۰۴     |
| ۱۹۷۸۴۰ | 2004 PY100  | ۱۱ اوت ۲۰۰۴     |
| ۱۹۷۸۴۱ | 2004 PL104  | ۱۳ اوت ۲۰۰۴     |
| ۱۹۷۸۴۲ | 2004 PH107  | ۱۵ اوت ۲۰۰۴     |
| ۱۹۷۸۴۳ | 2004 PK109  | ۱۲ اوت ۲۰۰۴     |
| ۱۹۷۸۴۴ | 2004 PJ110  | ۱۲ اوت ۲۰۰۴     |
| ۱۹۷۸۴۵ | 2004 PU110  | ۱۴ اوت ۲۰۰۴     |
| ۱۹۷۸۴۶ | 2004 PU112  | ۸ اوت ۲۰۰۴      |
| ۱۹۷۸۴۷ | 2004 QJ2    | ۱۹ اوت ۲۰۰۴     |
| ۱۹۷۸۴۸ | 2004 QQ2    | ۲۰ اوت ۲۰۰۴     |
| ۱۹۷۸۴۹ | 2004 QG3    | ۲۰ اوت ۲۰۰۴     |
| ۱۹۷۸۵۰ | 2004 QL3    | ۲۱ اوت ۲۰۰۴     |
| ۱۹۷۸۵۱ | 2004 QB5    | ۲۱ اوت ۲۰۰۴     |
| ۱۹۷۸۵۲ | 2004 QZ6    | ۲۱ اوت ۲۰۰۴     |
| ۱۹۷۸۵۳ | 2004 QA7    | ۲۲ اوت ۲۰۰۴     |
| ۱۹۷۸۵۴ | 2004 QZ10   | ۲۱ اوت ۲۰۰۴     |
| ۱۹۷۸۵۵ | 2004 QK11   | ۲۱ اوت ۲۰۰۴     |
| ۱۹۷۸۵۶ | Tafelmusik  | ۲۱ اوت ۲۰۰۴     |
| ۱۹۷۸۵۷ | 2004 QX18   | ۲۱ اوت ۲۰۰۴     |
| ۱۹۷۸۵۸ | 2004 QT19   | ۲۵ اوت ۲۰۰۴     |
| ۱۹۷۸۵۹ | 2004 QH22   | ۲۵ اوت ۲۰۰۴     |
| ۱۹۷۸۶۰ | 2004 QO25   | ۲۶ اوت ۲۰۰۴     |
| ۱۹۷۸۶۱ | 2004 QS25   | ۲۶ اوت ۲۰۰۴     |
| ۱۹۷۸۶۲ | 2004 RB1    | ۴ سپتامبر ۲۰۰۴  |
| ۱۹۷۸۶۳ | 2004 RF1    | ۳ سپتامبر ۲۰۰۴  |
| ۱۹۷۸۶۴ | 2004 RQ1    | ۵ سپتامبر ۲۰۰۴  |
| ۱۹۷۸۶۵ | 2004 RU4    | ۴ سپتامبر ۲۰۰۴  |
| ۱۹۷۸۶۶ | 2004 RM5    | ۴ سپتامبر ۲۰۰۴  |
| ۱۹۷۸۶۷ | 2004 RS5    | ۴ سپتامبر ۲۰۰۴  |
| ۱۹۷۸۶۸ | 2004 RQ6    | ۵ سپتامبر ۲۰۰۴  |
| ۱۹۷۸۶۹ | 2004 RZ7    | ۶ سپتامبر ۲۰۰۴  |
| ۱۹۷۸۷۰ | 2004 RC8    | ۶ سپتامبر ۲۰۰۴  |
| ۱۹۷۸۷۱ | 2004 RD8    | ۶ سپتامبر ۲۰۰۴  |
| ۱۹۷۸۷۲ | 2004 RK8    | ۶ سپتامبر ۲۰۰۴  |
| ۱۹۷۸۷۳ | 2004 RB9    | ۶ سپتامبر ۲۰۰۴  |
| ۱۹۷۸۷۴ | 2004 RG11   | ۶ سپتامبر ۲۰۰۴  |
| ۱۹۷۸۷۵ | 2004 RN13   | ۶ سپتامبر ۲۰۰۴  |
| ۱۹۷۸۷۶ | 2004 RT13   | ۶ سپتامبر ۲۰۰۴  |
| ۱۹۷۸۷۷ | 2004 RF14   | ۶ سپتامبر ۲۰۰۴  |
| ۱۹۷۸۷۸ | 2004 RJ14   | ۶ سپتامبر ۲۰۰۴  |
| ۱۹۷۸۷۹ | 2004 RD15   | ۶ سپتامبر ۲۰۰۴  |
| ۱۹۷۸۸۰ | 2004 RU15   | ۷ سپتامبر ۲۰۰۴  |
| ۱۹۷۸۸۱ | 2004 RY15   | ۷ سپتامبر ۲۰۰۴  |
| ۱۹۷۸۸۲ | 2004 RL16   | ۷ سپتامبر ۲۰۰۴  |
| ۱۹۷۸۸۳ | 2004 RO16   | ۷ سپتامبر ۲۰۰۴  |
| ۱۹۷۸۸۴ | 2004 RL21   | ۷ سپتامبر ۲۰۰۴  |
| ۱۹۷۸۸۵ | 2004 RX21   | ۷ سپتامبر ۲۰۰۴  |
| ۱۹۷۸۸۶ | 2004 RB22   | ۷ سپتامبر ۲۰۰۴  |
| ۱۹۷۸۸۷ | 2004 RQ22   | ۷ سپتامبر ۲۰۰۴  |
| ۱۹۷۸۸۸ | 2004 RR22   | ۷ سپتامبر ۲۰۰۴  |
| ۱۹۷۸۸۹ | 2004 RV22   | ۷ سپتامبر ۲۰۰۴  |
| ۱۹۷۸۹۰ | 2004 RB23   | ۷ سپتامبر ۲۰۰۴  |
| ۱۹۷۸۹۱ | 2004 RR23   | ۸ سپتامبر ۲۰۰۴  |
| ۱۹۷۸۹۲ | 2004 RD25   | ۸ سپتامبر ۲۰۰۴  |
| ۱۹۷۸۹۳ | 2004 RZ29   | ۷ سپتامبر ۲۰۰۴  |
| ۱۹۷۸۹۴ | 2004 RJ30   | ۷ سپتامبر ۲۰۰۴  |
| ۱۹۷۸۹۵ | 2004 RS30   | ۷ سپتامبر ۲۰۰۴  |
| ۱۹۷۸۹۶ | 2004 RO31   | ۷ سپتامبر ۲۰۰۴  |
| ۱۹۷۸۹۷ | 2004 RR31   | ۷ سپتامبر ۲۰۰۴  |
| ۱۹۷۸۹۸ | 2004 RS32   | ۷ سپتامبر ۲۰۰۴  |
| ۱۹۷۸۹۹ | 2004 RV32   | ۷ سپتامبر ۲۰۰۴  |
| ۱۹۷۹۰۰ | 2004 RH36   | ۷ سپتامبر ۲۰۰۴  |
| ۱۹۷۹۰۱ | 2004 RK38   | ۷ سپتامبر ۲۰۰۴  |
| ۱۹۷۹۰۲ | 2004 RL38   | ۷ سپتامبر ۲۰۰۴  |
| ۱۹۷۹۰۳ | 2004 RL39   | ۷ سپتامبر ۲۰۰۴  |
| ۱۹۷۹۰۴ | 2004 RM39   | ۷ سپتامبر ۲۰۰۴  |
| ۱۹۷۹۰۵ | 2004 RY41   | ۷ سپتامبر ۲۰۰۴  |
| ۱۹۷۹۰۶ | 2004 RB42   | ۷ سپتامبر ۲۰۰۴  |
| ۱۹۷۹۰۷ | 2004 RD42   | ۷ سپتامبر ۲۰۰۴  |
| ۱۹۷۹۰۸ | 2004 RC43   | ۸ سپتامبر ۲۰۰۴  |
| ۱۹۷۹۰۹ | 2004 RH43   | ۸ سپتامبر ۲۰۰۴  |
| ۱۹۷۹۱۰ | 2004 RG45   | ۸ سپتامبر ۲۰۰۴  |
| ۱۹۷۹۱۱ | 2004 RK46   | ۸ سپتامبر ۲۰۰۴  |
| ۱۹۷۹۱۲ | 2004 RQ46   | ۸ سپتامبر ۲۰۰۴  |
| ۱۹۷۹۱۳ | 2004 RT47   | ۸ سپتامبر ۲۰۰۴  |
| ۱۹۷۹۱۴ | 2004 RP48   | ۸ سپتامبر ۲۰۰۴  |
| ۱۹۷۹۱۵ | 2004 RK49   | ۸ سپتامبر ۲۰۰۴  |
| ۱۹۷۹۱۶ | 2004 RU49   | ۸ سپتامبر ۲۰۰۴  |
| ۱۹۷۹۱۷ | 2004 RB51   | ۸ سپتامبر ۲۰۰۴  |
| ۱۹۷۹۱۸ | 2004 RO51   | ۸ سپتامبر ۲۰۰۴  |
| ۱۹۷۹۱۹ | 2004 RZ51   | ۸ سپتامبر ۲۰۰۴  |
| ۱۹۷۹۲۰ | 2004 RL52   | ۸ سپتامبر ۲۰۰۴  |
| ۱۹۷۹۲۱ | 2004 RQ53   | ۸ سپتامبر ۲۰۰۴  |
| ۱۹۷۹۲۲ | 2004 RA54   | ۸ سپتامبر ۲۰۰۴  |
| ۱۹۷۹۲۳ | 2004 RO54   | ۸ سپتامبر ۲۰۰۴  |
| ۱۹۷۹۲۴ | 2004 RQ54   | ۸ سپتامبر ۲۰۰۴  |
| ۱۹۷۹۲۵ | 2004 RK56   | ۸ سپتامبر ۲۰۰۴  |
| ۱۹۷۹۲۶ | 2004 RZ57   | ۸ سپتامبر ۲۰۰۴  |
| ۱۹۷۹۲۷ | 2004 RW59   | ۸ سپتامبر ۲۰۰۴  |
| ۱۹۷۹۲۸ | 2004 RE60   | ۸ سپتامبر ۲۰۰۴  |
| ۱۹۷۹۲۹ | 2004 RN60   | ۸ سپتامبر ۲۰۰۴  |
| ۱۹۷۹۳۰ | 2004 RJ61   | ۸ سپتامبر ۲۰۰۴  |
| ۱۹۷۹۳۱ | 2004 RQ62   | ۸ سپتامبر ۲۰۰۴  |
| ۱۹۷۹۳۲ | 2004 RV64   | ۸ سپتامبر ۲۰۰۴  |
| ۱۹۷۹۳۳ | 2004 RV66   | ۸ سپتامبر ۲۰۰۴  |
| ۱۹۷۹۳۴ | 2004 RC67   | ۸ سپتامبر ۲۰۰۴  |
| ۱۹۷۹۳۵ | 2004 RW67   | ۸ سپتامبر ۲۰۰۴  |
| ۱۹۷۹۳۶ | 2004 RK68   | ۸ سپتامبر ۲۰۰۴  |
| ۱۹۷۹۳۷ | 2004 RG69   | ۸ سپتامبر ۲۰۰۴  |
| ۱۹۷۹۳۸ | 2004 RF70   | ۸ سپتامبر ۲۰۰۴  |
| ۱۹۷۹۳۹ | 2004 RR70   | ۸ سپتامبر ۲۰۰۴  |
| ۱۹۷۹۴۰ | 2004 RT70   | ۸ سپتامبر ۲۰۰۴  |
| ۱۹۷۹۴۱ | 2004 RH71   | ۸ سپتامبر ۲۰۰۴  |
| ۱۹۷۹۴۲ | 2004 RD72   | ۸ سپتامبر ۲۰۰۴  |
| ۱۹۷۹۴۳ | 2004 RO72   | ۸ سپتامبر ۲۰۰۴  |
| ۱۹۷۹۴۴ | 2004 RA74   | ۸ سپتامبر ۲۰۰۴  |
| ۱۹۷۹۴۵ | 2004 RE74   | ۸ سپتامبر ۲۰۰۴  |
| ۱۹۷۹۴۶ | 2004 RY75   | ۸ سپتامبر ۲۰۰۴  |
| ۱۹۷۹۴۷ | 2004 RZ80   | ۸ سپتامبر ۲۰۰۴  |
| ۱۹۷۹۴۸ | 2004 RX81   | ۸ سپتامبر ۲۰۰۴  |
| ۱۹۷۹۴۹ | 2004 RC82   | ۹ سپتامبر ۲۰۰۴  |
| ۱۹۷۹۵۰ | 2004 RC83   | ۹ سپتامبر ۲۰۰۴  |
| ۱۹۷۹۵۱ | 2004 RR83   | ۹ سپتامبر ۲۰۰۴  |
| ۱۹۷۹۵۲ | 2004 RA84   | ۹ سپتامبر ۲۰۰۴  |
| ۱۹۷۹۵۳ | 2004 RN85   | ۹ سپتامبر ۲۰۰۴  |
| ۱۹۷۹۵۴ | 2004 RF86   | ۷ سپتامبر ۲۰۰۴  |
| ۱۹۷۹۵۵ | 2004 RS87   | ۷ سپتامبر ۲۰۰۴  |
| ۱۹۷۹۵۶ | 2004 RZ89   | ۸ سپتامبر ۲۰۰۴  |
| ۱۹۷۹۵۷ | 2004 RV94   | ۸ سپتامبر ۲۰۰۴  |
| ۱۹۷۹۵۸ | 2004 RA95   | ۸ سپتامبر ۲۰۰۴  |
| ۱۹۷۹۵۹ | 2004 RD97   | ۸ سپتامبر ۲۰۰۴  |
| ۱۹۷۹۶۰ | 2004 RR97   | ۸ سپتامبر ۲۰۰۴  |
| ۱۹۷۹۶۱ | 2004 RB98   | ۸ سپتامبر ۲۰۰۴  |
| ۱۹۷۹۶۲ | 2004 RT99   | ۸ سپتامبر ۲۰۰۴  |
| ۱۹۷۹۶۳ | 2004 RP102  | ۸ سپتامبر ۲۰۰۴  |
| ۱۹۷۹۶۴ | 2004 RF103  | ۸ سپتامبر ۲۰۰۴  |
| ۱۹۷۹۶۵ | 2004 RR103  | ۸ سپتامبر ۲۰۰۴  |
| ۱۹۷۹۶۶ | 2004 RX105  | ۸ سپتامبر ۲۰۰۴  |
| ۱۹۷۹۶۷ | 2004 RV106  | ۸ سپتامبر ۲۰۰۴  |
| ۱۹۷۹۶۸ | 2004 RV108  | ۹ سپتامبر ۲۰۰۴  |
| ۱۹۷۹۶۹ | 2004 RW108  | ۹ سپتامبر ۲۰۰۴  |
| ۱۹۷۹۷۰ | 2004 RZ109  | ۱۱ سپتامبر ۲۰۰۴ |
| ۱۹۷۹۷۱ | 2004 RW110  | ۱۱ سپتامبر ۲۰۰۴ |
| ۱۹۷۹۷۲ | 2004 RZ112  | ۶ سپتامبر ۲۰۰۴  |
| ۱۹۷۹۷۳ | 2004 RB132  | ۷ سپتامبر ۲۰۰۴  |
| ۱۹۷۹۷۴ | 2004 RM135  | ۷ سپتامبر ۲۰۰۴  |
| ۱۹۷۹۷۵ | 2004 RY137  | ۸ سپتامبر ۲۰۰۴  |
| ۱۹۷۹۷۶ | 2004 RX139  | ۸ سپتامبر ۲۰۰۴  |
| ۱۹۷۹۷۷ | 2004 RF141  | ۸ سپتامبر ۲۰۰۴  |
| ۱۹۷۹۷۸ | 2004 RU141  | ۸ سپتامبر ۲۰۰۴  |
| ۱۹۷۹۷۹ | 2004 RV144  | ۹ سپتامبر ۲۰۰۴  |
| ۱۹۷۹۸۰ | 2004 RW144  | ۹ سپتامبر ۲۰۰۴  |
| ۱۹۷۹۸۱ | 2004 RG145  | ۹ سپتامبر ۲۰۰۴  |
| ۱۹۷۹۸۲ | 2004 RW146  | ۹ سپتامبر ۲۰۰۴  |
| ۱۹۷۹۸۳ | 2004 RP147  | ۹ سپتامبر ۲۰۰۴  |
| ۱۹۷۹۸۴ | 2004 RW149  | ۹ سپتامبر ۲۰۰۴  |
| ۱۹۷۹۸۵ | 2004 RC150  | ۹ سپتامبر ۲۰۰۴  |
| ۱۹۷۹۸۶ | 2004 RM151  | ۹ سپتامبر ۲۰۰۴  |
| ۱۹۷۹۸۷ | 2004 RT151  | ۹ سپتامبر ۲۰۰۴  |
| ۱۹۷۹۸۸ | 2004 RR155  | ۱۰ سپتامبر ۲۰۰۴ |
| ۱۹۷۹۸۹ | 2004 RC156  | ۱۰ سپتامبر ۲۰۰۴ |
| ۱۹۷۹۹۰ | 2004 RT156  | ۱۰ سپتامبر ۲۰۰۴ |
| ۱۹۷۹۹۱ | 2004 RS158  | ۱۰ سپتامبر ۲۰۰۴ |
| ۱۹۷۹۹۲ | 2004 RH159  | ۱۰ سپتامبر ۲۰۰۴ |
| ۱۹۷۹۹۳ | 2004 RQ163  | ۹ سپتامبر ۲۰۰۴  |
| ۱۹۷۹۹۴ | 2004 RG165  | ۱۱ سپتامبر ۲۰۰۴ |
| ۱۹۷۹۹۵ | 2004 RD167  | ۷ سپتامبر ۲۰۰۴  |
| ۱۹۷۹۹۶ | 2004 RT170  | ۸ سپتامبر ۲۰۰۴  |
| ۱۹۷۹۹۷ | 2004 RC171  | ۹ سپتامبر ۲۰۰۴  |
| ۱۹۷۹۹۸ | 2004 RO171  | ۹ سپتامبر ۲۰۰۴  |
| ۱۹۷۹۹۹ | 2004 RP177  | ۱۰ سپتامبر ۲۰۰۴ |
| ۱۹۸۰۰۰ | 2004 RS177  | ۱۰ سپتامبر ۲۰۰۴ |